# Concón
Concón es una comuna y ciudad chilena perteneciente a la provincia y Región de Valparaíso. Integra junto a las comunas de Valparaíso, Viña del Mar, Quilpué y Villa Alemana el área metropolitana del Gran Valparaíso, siendo la menos poblada de la urbe. Limita al norte con las comunas de Quillota y Quintero, al sur con Viña del Mar y al este con Limache.
Es reconocida por la diversidad de restaurantes ubicados en gran parte en el borde costero de la región. Además allí se concentran gran cantidad de santuarios naturales como las dunas de Concón, las cuales se han transformado en un gran atractivo turístico. También está el humedal del Río Aconcagua, con gran presencia de flora y fauna natural.
Las comuna ha tenido un alto crecimiento demográfico y urbano desde la década de los 90, contando con varios barrios de alta calidad de vida, como por ejemplo Bosques de Montemar.

## Toponimia
La palabra Concón contiene dos significados universales respecto a su origen, pero interpretada por diversos investigadores y científicos a través de sus épocas.

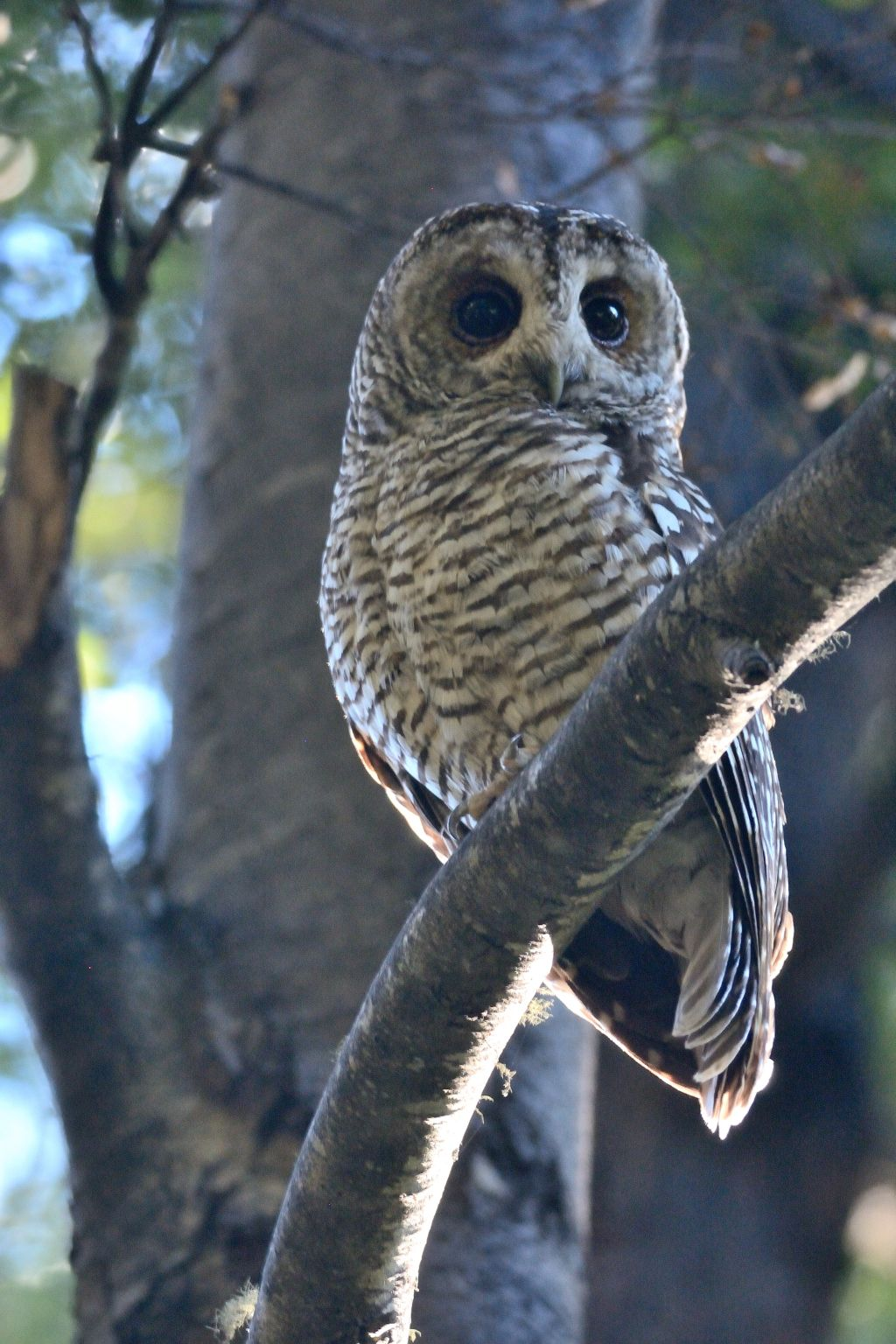
Concón, ave lechuza de rapiña. Una de las acepciones más repetidas en su toponimia.

Por un lado, tiene un origen tanto zoosemiótica como zoológica, influenciado por la presencia de la Lechuza Concón o Lechuza Bataraz Austral. Su vocablo hace referencia al canto CongCong de esta ave nocturna al momento de su caza. Una descripción detallada de este origen lo menciona en el suplemento Las aves de Chile de 1957 los ornitólogos Jack Davies Goodall, Alfredo William Johnson y Rodulfo Philippi Bañados, destacando la presencia importante de esta ave en la zona:

...habitantes de los bosques y selvas y enteramente nocturnos en sus costumbres, siendo la menos conocida de las lechuzas chilenas. Habita por ambos lados de la Cordillera de los Andes, desde Santiago hasta Magallanes y Tierra del Fuego...

Otra descripción como el padre Pedro Armengol Valenzuela, Maestro General de la Orden de la Merced, lo destacaba como:

...una ave de rapiña nocturna de la familia de las lechuzas; un fundo del departamento de Limache... de formación onomatopéyica como la mayor parte de los nombres de aves, los cuales remedan sus cantos, gritos o rumores de sus movimientos; «synium hylophilum», alguien escribe el nombre de ésta ave «cogcog», que se pronuncia «congcong»; en este caso vendría de cog (i), cosecha, repetido para denotar la cosecha abundante de rapiña que hace.

Por otro lado, tiene un origen geográfico y lingüístico, tomado del nombre en lengua mapudungún Kon-Ko que significa todas las Agua, haciendo referencia a la desembocadura del Río Aconcagua y su conexión con el Océano Pacífico. A partir de esta denominación mapuche, con el paso de los siglos, se fue españolizando hasta llegar a llamarse a la zona como Co-Co, y luego a Con-Con, ambos con un guion en el medio. Esta escritura se mantendría hasta que la Real Academia Española aclara esta duda bajo regla unificada dando forma al actual Concón, agregando una tilde en la última O para evitar confusiones.
Otros investigadores históricos como el cronista y militar español Pedro Mariño de Lobeira y el célebre naturalista francés Claudio Gay Mouret mencionan acepciones menos comunes como los denominativos Canconcagua, Conconcagua, Concomicagua o Concomicahue. En este último denominativo, se expresa por las palabras mapuches con y hue, significando comarca o distrito del poniente, así como Concón, más al poniente.

## Historia

### Prehistoria y conquista
Las zonas de Concón, y de la desembocadura del río Aconcagua, han sido habitadas por distintos grupos étnicos desde la prehistoria. Muchos de sus elementos culturales fueron identificados producto de diversas investigaciones arqueológicas desde los años 1960.
El primer indicio humano en la zona se estableció hace 8.500 años, durante el período arcaico. Estos primeros habitantes eran grupos cazadores-recolectores que explotaban los recursos marinos, recolectaban frutos y semillas, y cazaban aves. Con el paso de los siglos, fueron evolucionando y desarrollando nuevas tecnologías, hasta llegar a dominar el cultivo de plantas y la producción de alfarería.

#### Cultura Bato
El primer grupo étnico fue la cultura Bato, dando inicio al período agroalfarero temprano, estableciéndose entre los años 300 a. C. y el 900 d. C. Estos grupos vivían en pequeñas unidades familiares, cerca de vertientes o quebradas desde la cordillera de la Costa hacia el mar, aprovechando así la flora y fauna continental como los recursos marinos. 
Se especializaban en alfarería, destacándose la decoración de incisiones lineales y espacios punteados, a veces rellenados de color blanco sobre superficies negras. Entre sus aportes culturales se encontraba también el tembetá, y tenían la particularidad de sepultar a sus fallecidos, en posición flectada rodeado de elementos líticos o fragmentos de cerámica.

#### Cultura Aconcagua
Un segundo grupo étnico fue la cultura Aconcagua, o picunches por distintos historiadores; cultura que se estableció entre los años 900 y 1471, y posteriores. Este pueblo dio inicio al período agroalfarero intermedio tardío, y su rasgo característico fue su alfarería de color anaranjado, decorados con motivos geométricos en color negro, destacándose el trinacrio. Además, practicaban la tierra y utilizaban las clavas como símbolos de poder.
En 1471, el Tahuantinsuyo extendió su imperio hasta la zona central de Chile, influenciando y sometiendo a esta cultura local al poder inca. Pruebas de la herencia incaica en la zona son tanto el pucará o fortaleza ubicada en el cerro Mauco, como el trazado de un Camino del Inca por la costa desde Tiltil a Valparaíso, con paso en Concón junto al cerro Torquemada y la Quebrada Lajarilla (actual Ruta F-528).

#### El astillero y la rebelión mapuche
La zona de Concón, hasta 1536, estaba bajo administración del Wamani de Chile, dentro del extenso imperio Inca. Para ese año, los conquistadores españoles castellanos entrarían a la zona del Valle del Aconcagua a tomar posesión. Así, el conquistador Pedro de Valdivia descubrió la bahía de Concón en agosto de 1541, optando este lugar para la instalación del primer astillero de Chile, justificando su elección dada la tranquilidad del oleaje, la presencia de madera, y el amplio espacio de la playa La Boca. Enterado de la ubicación de los lavaderos del oro en el Estero Marga Marga, ordenó construir un bergantín en plena playa para llevar el oro al Perú.
Durante las obras en La Boca, Valdivia se encontraba supervisando cuando es enterado de un complot en su contra, debiendo volver a Santiago con urgencia. Las obras quedaban vigiladas entonces al capitán Gonzalo de los Ríos junto a 13 españoles y un grupo de yanaconas. La ausencia de Valdivia fue aprovechada por los caciques Tanjalonco y Chigaimanga, quienes asaltaron durante la noche el improvisado astillero y asesinaron a todos los presentes. Solo el capitán De Los Ríos y un esclavo negro salieron ilesos, debiendo regresar a la capital a informar el desastre. Valdivia, informado, regresó al lugar con cuarenta soldados a comprobar el hecho.
Ya para a inicios de 1554, por disposición del Cabildo de Santiago se comenzó a construir en la pequeña caleta y puerto de Concón (actual Caleta San Pedro) un barco que debía llevar la noticia al Perú de la muerte de Valdivia.

### La Hacienda
Tras la conquista española, la zona de Concón y la desembocadura del río Aconcagua fueron compradas por el naviero portugués Antonio Núñez de Fonseca al cacique Conicare, quién vigilaba la zona hasta la llegada de los conquistadores. Esta compra sería concretada el 8 de diciembre de 1556, dando origen a la Hacienda de Concón como estancia colonial terrateniente en los inicios de la colonia. 

#### Van Spilbergen y el Buque San Agustín
En 1615 recaló en las costas de Valparaíso el corsario neerlandés Joris van Spilbergen buscando asaltar las costas porteñas. El gobernador colonial Alonso de Ribera, enterado de la llegada del corsario, decide despachar el buque comercial San Agustín para dar aviso a la población y a los buques anclados previendo un posible ataque.
El 11 de junio de ese año, tanto el San Agustín como la escuadra de Spilbergen recalaron en Valparaíso. Dada la coincidencia entre ambos, el capitán del buque español decide dirigirse a Concón. Allí, y ante la amenaza de los neerlandeses, baja a tierra a toda la tripulación e incendia el navío.
Spilbergen impedido de capturar el buque incendiado, desembarcó en Concón junto a 200 marineros y una pieza de artillería. Pese al grueso contingente, encontró a los militares españoles preparados y las casas incendiadas. A la contienda misma se sumaba una densa niebla de humo producto de los incendios en las casas cercanas. Tanta fue la nula visibilidad, que Spilbergen se rindió de atacar y zarpó nuevamente hacia al norte sin poder lograr su objetivo.

#### Conflicto judicial y la fallida fundación

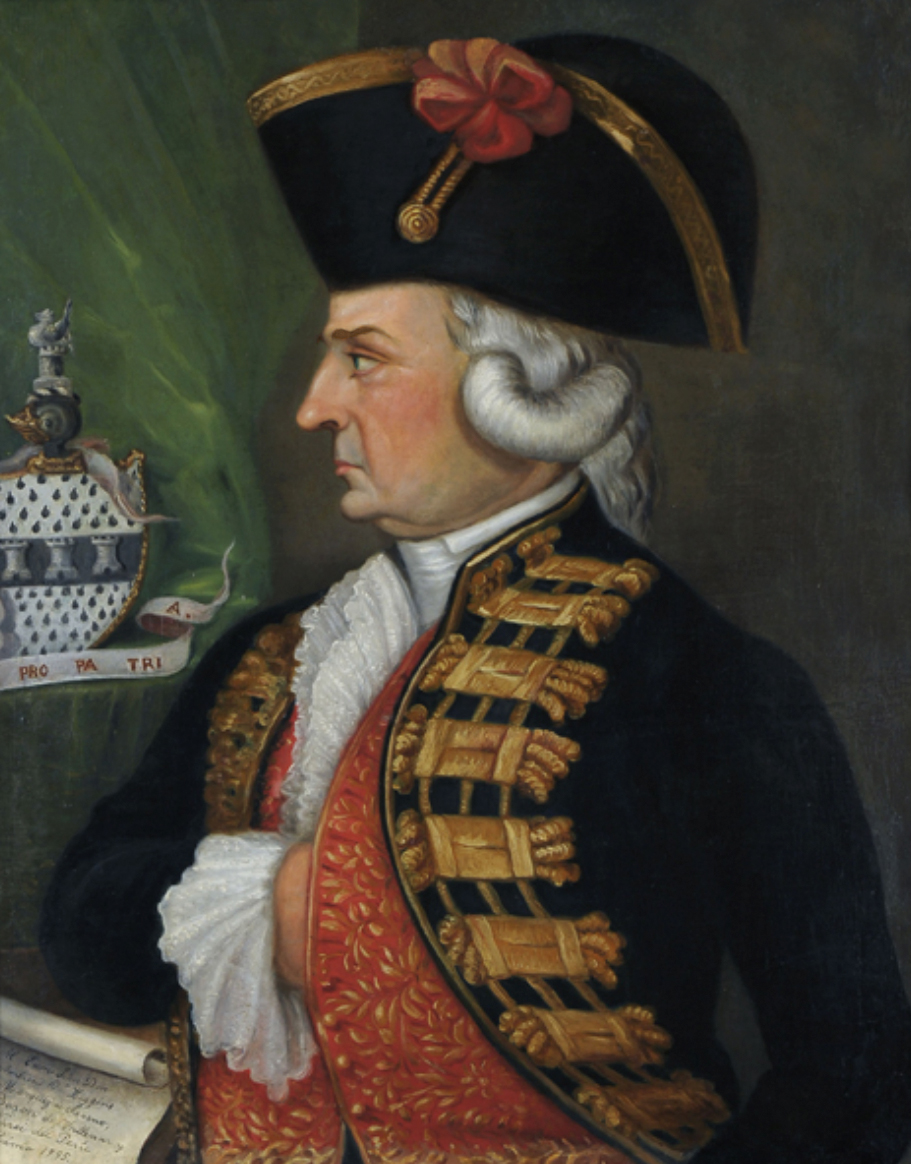
El gobernador colonial Ambrosio O'Higgins dispuso de su voluntad para crear un pueblo de pescadores en Concón, resultando invalidado por decisión judicial.

Durante los inicios de la colonia coexistió un conflicto entre las familias de pescadores y los terratenientes de la Hacienda por la actividad de pesca artesanal en la zona. Los distintos propietarios han prohibido su actividad dentro de su propiedad, mientras que los pescadores solo buscaban trabajar para su sustento económico familiar.
El conflicto fue llevado a la Real Audiencia de Santiago en diversas oportunidades, destacando la autorización de la pesca artesanal en 1611, pero siendo revertida en 1618. Posteriormente, el gobernador José de Garro volvió a autorizarlo en 1689, siendo nuevamente revertida en 1692. El conflicto volvió a tomar fuerza en 1762 con la formación del Gremio de Pescadores de Concón, primera organización local conformada por descendientes de los pescadores y que buscaba hacer frente a la familia Cortés, quienes mantuvieron la negativa de los dueños anteriores y exigiendo su expulsión definitiva.
El conflicto generalizado hizo eco en el subdelegado de Quillota Blas Lucero, quien le propuso al gobernador Ambrosio O'Higgins de fundar un pueblo de pescadores en Concón. O’Higgins manifestó su voluntad de solucionar el conflicto y aprobó la formación de un pueblo de pescadores el 5 de abril de 1791, dándose a conocer a los pescadores el 18 de agosto de 1793:

A su tiempo comunicaré a Usted la resolución que se tomase sobre establecimiento de un pueblo en Concón.... y entre tanto, cuidará usted, de que conforme a lo que tengo declarado generalmente a favor de los pescadores no se ponga a los del mismo Concón, y demás de la costa de este partido, embarazo alguno para construir y habitar sus ranchos o barrancas en ella (en) cien varas más arriba de la más alta marea, y que tampoco se impida a las pobres gentes, por distantes que residan el que se acerquen a las playas para colectar marisco, luche o cochayuyo y demás efectos marítimos con que se alimentan celando que al pretexto de esta franquicia se causen perjuicios a los hacendados y castigando a los que ejecutaren.

Pese a lo decretado por el gobernador O’Higgins, la Real Audiencia de Santiago nuevamente falla a favor de la familia Cortés, impidiendo su ejecución. Aun así, y pese al esfuerzo de los estancieros, los pescadores permanecieron en la hacienda sin ser expulsados del lugar.

#### Los proyectos de Miers
En mayo de 1819, llega a Chile el botánico e industrial inglés John Miers con la intención de proyectar una industria minera de fabricación de monedas de cobre. Se instala en Concón, en plena ribera del Aconcagua con la intención de comprar la hacienda conconina, siendo administrada en ese entonces por María Mercedes García Arístegui. El proyecto inicial contó con personal profesional en distintas áreas e infraestructura propia traída desde Inglaterra, incluyendo la construcción de un molino de trigo para su explotación. Así, el proyecto minero de Miers fue presentado ante el gobierno de Bernardo O'Higgins en 1821, siendo este rechazado.
Pese a lo anterior, Miers insistió en otro proyecto pudiendo vincular negocios con el almirante británico Thomas Alexander Cochrane. Su objetivo fue reutilizar el molino, junto con el desarrollo de un rancho en Quintero, para el abastecimiento de insumos alimenticios a la naciente Armada. Sin embargo, el 19 de noviembre de 1822, a las 22:30 hora local, un terremoto 8.5° Richter sacudió las costas porteñas, destruyó el molino harinero, y echó por tierra toda pretensión del ingeniero inglés.
Miers, pese al fracaso, siguió viviendo en Concón por algunos años, dedicando tiempo a recolectar información botánica y de contingencia nacional. En paralelo, debió enfrentar un largo juicio contra García, por la instalación sin permiso del proyecto cuprífero. Finalmente, John Miers renunció al juicio y se fue de Chile a principios de 1825, dedicando ácidas críticas contra Chile en su libro de viajes Travels in Chile and La Plata, dado su mala experiencia en tierras nacionales.

### Transición Familiar

#### El proyecto ferroviario
En 1842, el empresario William Wheelwright presentó ante el Estado de Chile un proyecto para unir las provincias de Valparaíso y Santiago por vía ferroviaria para carga y pasajeros. El Congreso lo aprueba en 1849, pero por falta de recursos Wheelwright es despedido y se crea una sociedad mixta público-privada, la Compañía del Ferrocarril de Santiago a Valparaíso (CFSV), en 1851 para proyectar el ferrocarril interprovincial.
El proyecto ferroviario a vapor y el trazado definitivo inicial recaerían en el ingeniero estadounidense Allan Campbell, quien determinó una ruta por la costa con una estación en Concón. Con el trazado en mente, los trabajos se iniciaron en 1852, llegando a tener 2.400 obreros en su construcción en distintos puntos del tramo para los últimos meses de 1853. Sin embargo, entre los problemas iniciales, encontraron conflicto con el Campo Dunar para realizar el terraplén. Debido a desacuerdos con la sociedad mixta, Campbell renunció en 1853, y pasando por varios ingenieros fallecidos en unos meses, en mayo de 1854 asume el proyecto el ingeniero inglés William Lloyd.
Lloyd inmediatamente hace visita en terreno de las obras y decide, por razones técnicas y conflicto natural, cambiar el curso del tramo hacia Viña del Mar, Quilpué y Peñablanca. Otro motivo por el desvío del ferrocarril a Limache se sostiene en que uno de los principales empresarios de la Compañía, Josué Waddington Blanchard, tenía propiedades en Limache contiguos al canal construido por el mismo empresario. Así, los trabajos hacia Concón fueron abandonados finalmente en 1855, significando pérdidas materiales invertidas en $300.000 de la época y privando a Concón de tener una estación ferroviaria.

#### La Guerra Civil en plena desembocadura

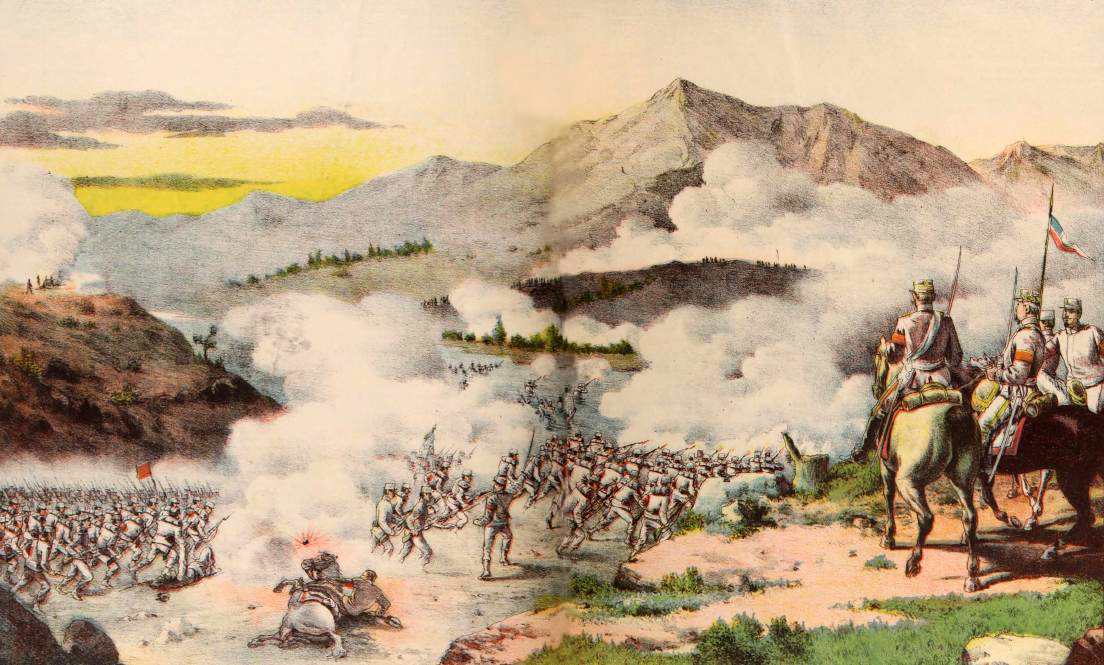
En medio del Aconcagua, cerca de Colmo, se concentró gran parte de los enfrentamiento durante la Batalla de Concón, en plena Guerra Civil de 1891.

En 1890, Chile entró en una grave crisis institucional polarizada entre fuerzas políticas del presidente liberal José Manuel Balmaceda y el Congreso Nacional, estallando una nueva Guerra Civil al año siguiente. Las Fuerzas Armadas también se polarizaron en dos bandos: El Ejército apoyó a Balmaceda, y la Armada se alió al Congreso que se instaló temporalmente en Iquique.
El 19 de agosto de 1891, el ejército congresista desembarcó en Quintero con el fin de apropiarse del puerto de Valparaíso, contando con los liderazgos del coronel Estanislao del Canto y el excapitán prusiano Emilio Körner. Balmaceda, enterado del desembarco congresista, ordena desplegar las divisiones Santiago y Valparaíso, de los generales Orozimbo Barbosa y José Miguel Alcérreca respectivamente, con dirección a Concón. Con los congresistas y balmacedistas instalados en los cerros Mauco y Torquemada respectivamente, a las 7 de la mañana del viernes 21 de agosto se sintieron los primeros disparos de artillería del bando congresista con dirección a la Hacienda Concón Bajo, dando inicio a la batalla. La contienda permaneció abierta hasta las 16 horas (hora local) cuando los balmacedistas asumen la derrota tras innumerables bajas.
La Batalla de Concón dejó bastantes consecuencias: 1.522 muertos, 1.200 heridos y 2.000 prisioneros; las haciendas de Concón Bajo, Concón Alto y Santa Rosa de Colmo usadas como hospitales de campaña, y una histórica palmera que recibió diversos balazos de la batalla en su tronco, hecho que fue comprobado por la PDI en 2011.

### Balneario Urbano

#### Borgoño Maroto y la Primera Comuna

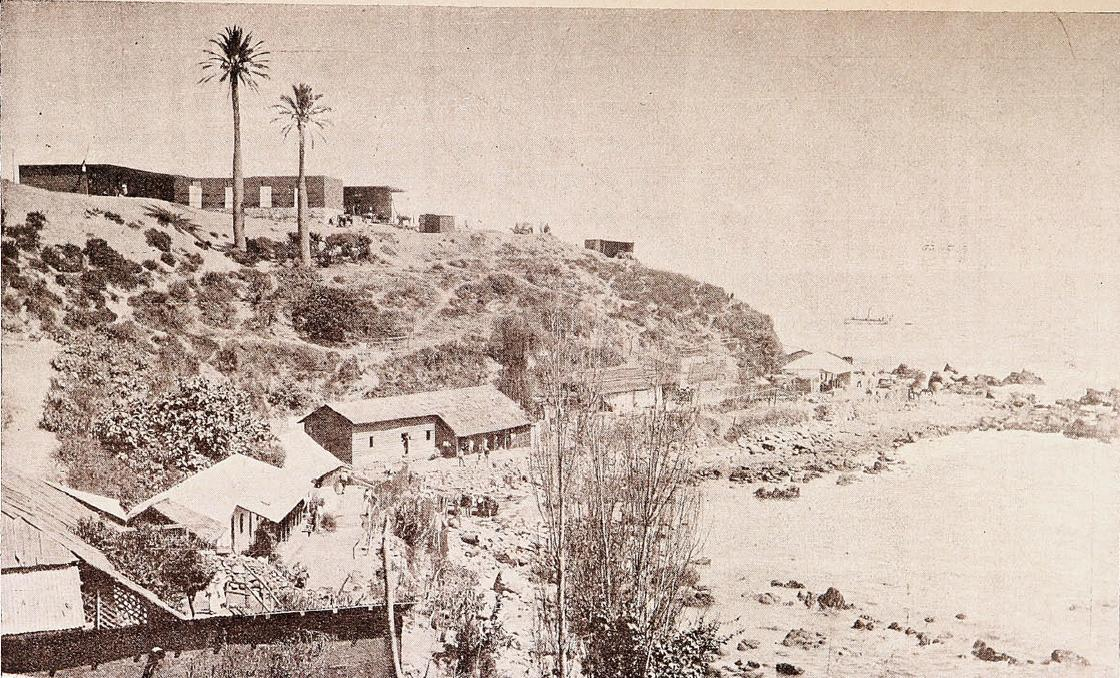
La Caleta San Pedro, antigua "Caletilla", en 1904.

En 1895 José Luis Borgoño Maroto era el propietario del fundo Concón Bajo, cuando decide gestionar la formación de la Población Concón, un pequeño pueblo balneario turístico dentro de su propiedad, encargando al ingeniero inglés Rogelio Tolson Fleming de la confección del primer plano de la ciudad para agosto de 1895. Tolson estipuló 67 manzanas, 14 lotes costeros, los nombres de las primeras calles y plazas, y la reutilización de los rieles abandonados del ferrocarril de 1855 para proyectar una futura línea hasta Concón.
Aprobado el plano de Tolson durante ese año se inició la venta de terrenos, teniendo como primeros compradores en su mayoría a vecinos de Valparaíso. A principios de 1896, Borgoño Maroto realizó una primera donación a Santiago Melossi para la construcción del Gran Hotel. En 1899 donó una manzana para la edificación de un templo parroquial, y el 4 de noviembre de 1900 se inauguró un cementerio parroquial donde serían sepultados los caídos en la batalla de Concón. Además, se instalaron los primeros servicios públicos como el Registro Civil en 1896, la escuela mixta N°8 en 1897, y la oficina de Correos y Telégrafos en 1899.
Los vecinos de la nueva Población Concón, justificando el gran progreso local y el desinterés de Limache en la zona, envían una solicitud al Gobierno el 17 de marzo de 1899 pidiendo la autonomía municipal. Finalmente, mediante el Decreto N.º 2.150 del 30 de mayo de 1899, fue creada la primera comuna conconina siendo esta firmada por el presidente liberal Federico Errázuriz Echaurren.
Francisco Astaburoaga en 1899 en su Diccionario Geográfico de la República de Chile: 171  describe a Concón como una 'caleta':

Concón.-—Caleta de la costa del departamento de Limache, inmediata al ángulo sur de la desembocadura del río Anconcagua y por los 32º 55' Lat. y 71º 34' Lon., quedando á unos 16 kilómetros al N. de Valparaíso. Es abierta y poco abrigada á los vientos del norte y del oeste; aunque en tiempo ordinario pueden surgir sin inconveniente en ella buques de mediano porte. En esta caleta hizo construir en diciembre de 1543 el gobernador Valdivia un pequeño buque, que ha sido el primero hecho en Chile. Al lado oriental se halla en la ribera sur de dicho río los fundos de Concón Bajo y Alto, y otros terrenos cultivados, próximos hacia el O. de Tavolango del mismo departamento.

El primer municipio de Concón entra en funciones el 21 de junio de 1900, siendo su primer alcalde José Ignacio Duarte. Posteriormente el 13 de noviembre de 1911, por decreto alcaldicio, se aprobó los primeros límites urbanos en los siguientes términos: 

Por el sur, avenida Vergara; por el norte, oriente y poniente avenida Borgoño; según el plano levantado por don Rogelio Tolson comprometiéndose también dentro de los límites urbanos… …una faja de terreno de trescientos metros de ancho a orillas del mar que naciendo al sur de la avenida Vergara llega hasta la punta de La Campana.

#### El Camino Costero Turístico
Borgoño Maroto asume como alcalde en 1901, abandonando la idea del ferrocarril hasta Concón en desmedro de un camino costero más accesible. Con ello, antes de morir en 1916, deja estipulado el deseo de que los balnearios de Concón, Reñaca y Viña del Mar se unan en un camino plano. Ese deseo hizo eco en distintas agrupaciones de la provincia para llevar a cabo el proyecto. Enrique Dublé Alquizar, ingeniero porteño representando al Estado, se encargó de la construcción del camino costero que inició sus trabajos en 1915, y que finalizó el 23 de septiembre de 1917, en la actual Roca Oceánica. Ese día, en el llamado “Polvorazo”, se detonó la última quebrada faltante, dando paso a la primera carretera turística del país, destacándose a nivel panamericano como la más importante infraestructura vial de la época.
El camino fue abierto al público en 1920, y se debió cobrar un peaje por mantención de la ruta. Sin embargo, las fuertes marejadas de invierno desde 1924 destruyeron gran parte del camino costero construido años antes, por lo que se debió reformularse con urgencia. Así, se propuso la construcción de muros de contención para 1928, obra realizada por el ingeniero Eduardo Feuereisen Harms, y un nuevo pavimento en toda la ruta que permitió, finalmente, la reinauguración oficial de la ruta costera el 31 de diciembre de 1930.
Con ello, el Camino Costero se convirtió en el principal camino turístico y residencial, y de acceso directo de Concón, desplazando al histórico camino de Torquemada desde el imperio Inca. El tráfico de automovilistas aumentaría considerablemente y Concón iniciaría, de forma irreversible, un primer crecimiento demográfico importante.
El geógrafo Luis Risopatrón lo describe a Concón como una ‘aldea’ en su libro Diccionario Jeográfico de Chile en el año 1924:: 245 

Concón (Aldea) 32° 55' 71° 31'. De corto caserío, cuenta con servicio de correos, rejistro civil i escuelas públicas, tiene hoteles i. residencias veraniegas i es el punto de recreo de los habitantes de la ciudad de Viña del Mar, con la que está unida por un camino carretero; se encuentra cercana al mar, en la márjen S del rio Aconcagua.

#### Anexión a Viña del Mar y el Balneario Turístico
El camino costero trajo consecuencias para el próspero balneario conconino. En 1926 fue inaugurado el ramal San Pedro-Quintero con estación en Concón en la ribera norte del río; el ingeniero Rogelio Tolson Hunt, a petición de la sucesión Borgoño, modificó la Población Balneario en 1927 adecuándose a la nueva ruta; y el turismo creció considerablemente con la apertura de diversas playas públicas.
Sin embargo, la reforma a la organización territorial nacional que realizó la dictadura del presidente Carlos Ibáñez del Campo, redujo las municipalidades existentes, entre ellas Concón. Por ello, el Decreto N°6.890 del 17 de octubre de 1927 eliminó la primera comuna, pasando la administración de la localidad a Viña del Mar. El último alcalde de la primera comuna fue el político radical Scipión Borgoño Barros.
Desde su anexión a la Ciudad Jardín, el sector de Concón gozó de un mayor crecimiento demográfico y vial, entre ellos la construcción del Camino del Alto para 1948; el loteo de balnearios residenciales, y el fortalecimiento de las caletas locales. Es en 1938 cuando la Sucesión Borgoño Maroto decidió dividir el fundo Concón Bajo en dos propiedades diferentes: el Concón Viejo y el Balneario Costero quedó en manos de la sucesión, mientras que el resto del fundo fue vendido al ingeniero sueco Carlos Sjögren Bacher. Sjögren fue asesinado accidentalmente en 1945 y su viuda, Marguerite Respinger, debió vender el fundo en 1951 al Estado Chileno.

#### La Refinería y el segundo auge

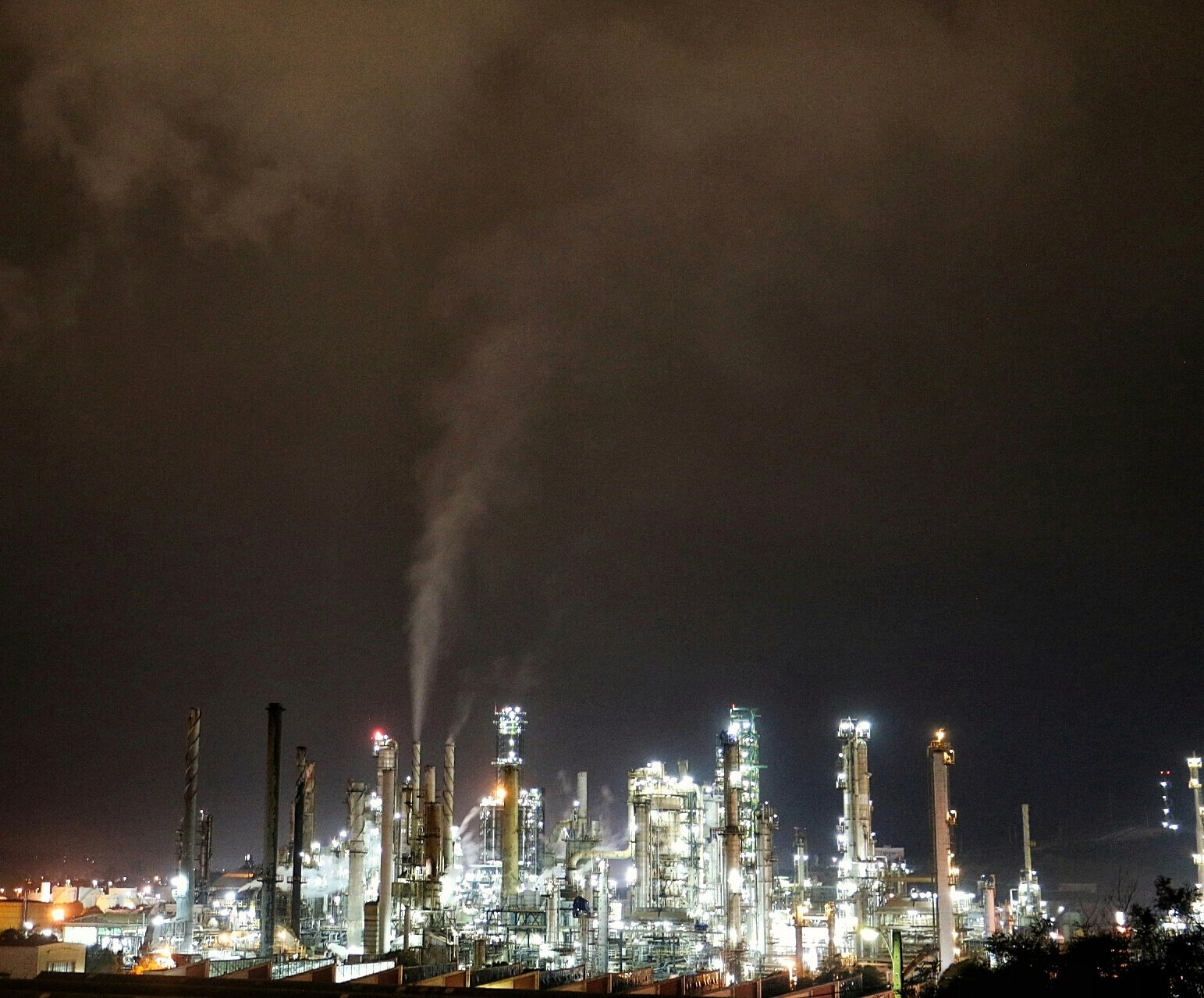
La Refinería Aconcagua de la estatal Enap en Concón, inaugurada en 1955 y una de las principales industrias petroleras a nivel nacional.

Tras el descubrimiento de petróleo en Magallanes en 1945 el Estado Chileno, a través de Corfo, planteó la necesidad de construir una refinería petrolera en una zona portuaria estratégica, que buscaba satisfacer la demanda de combustible a nivel nacional, quedando en disputa los puertos de San Antonio y Valparaíso. En la capital porteña, se creó para este efecto el Centro para el Progreso, dirigido por Gastón Ossa Saint-Marie.
Los argumentos técnicos de la comisión porteña que proponían su construcción en Concón, en un terreno de gran extensión y con conexión a los puertos de Quintero y Valparaíso, fueron suficientes para que el Estado decidiera por hacerlo en la ribera sur del Aconcagua. Por ello, Corfo compró el antiguo fundo Concón Bajo en 1951, para dar el primer paso para la construcción de la refinería de petróleos, iniciada al año siguiente. La cañería principal de cracking, desde Valparaíso, recorrió por mar hasta la playa Amarilla donde fue puesto en tierra a fuerza humana y mecánica que trajo mucha atención del público presente.
Su inauguración definitiva ocurrió el 12 de noviembre de 1955 a las 16:47 horas, con presencia del presidente Carlos Ibáñez del Campo y con palabras de su principal gestor, Gastón Ossa. Desde esa fecha, Concón cambió radicalmente: la playa La Boca se transformó en poco tiempo en polo de turismo y comercio; se sucedió un segundo auge de crecimiento demográfico con el loteo de diversas poblaciones sociales y obreras, y la construcción de obras viales públicas como el Camino Internacional en 1972 y la Rotonda en 1981.

#### El camino hacia la nueva autonomía municipal
Desde los años 1970, el crecimiento poblacional y económico del sector de Concón fue gradual con el loteo de nuevas poblaciones sociales, la instalación de comercios en la zona del Camino del Alto, la formación de establecimientos educacionales, el restablecimiento del Registro Civil en 1977, y el auge de diversos restaurantes en el Camino Costero como polo de turismo gastronómico.
En dos oportunidades Concón intentó buscar políticamente la independencia municipal: tanto en 1966, por solicitud del diputado democristiano Jorge Santibáñez Ceardi al Congreso, como en los años 1980 por un selecto grupo de vecinos durante la dictadura militar; ambas sin efecto alguno. Sería en 1991, retornada la democracia, cuando los movimientos pro-comuna se hicieron mucho más fuertes, sobre todo de diversas organizaciones sociales en busca de convertirse en comuna nuevamente. El proyecto, enviado en petición al presidente Patricio Aylwin, contemplaba formar la comuna con otros sectores aledaños como Dumuño, Colmo y Tabolango de comunas vecinas, pero encontró oposición inmediata de los otros alcaldes comunales. Aun así, logró el apoyo de autoridades políticas como la senadora Laura Soto González para la tramitación del proyecto.
El proceso tuvo una buena acogida en La Moneda, realizando los estudios correspondientes a petición de la comunidad, y se envió una iniciativa legal que concluyó en la Ley 19.424, permitiendo a Concón convertirse en comuna autónoma por segunda vez en su historia. La promulgación fue firmada el 14 de diciembre de 1995 frente a la parroquia de Nuestra Señora de las Mercedes, ceremonia que contó con la visita oficial para la promulgación del presidente Eduardo Frei Ruiz-Tagle. El documento se hizo legal el 28 de diciembre del mismo año en el Diario Oficial, permitiendo así entrar en vigencia la autonomía comunal de Concón hasta la actualidad.

### Ciudad Desarrollada

#### Rápido desarrollo y Calidad de Vida Urbana

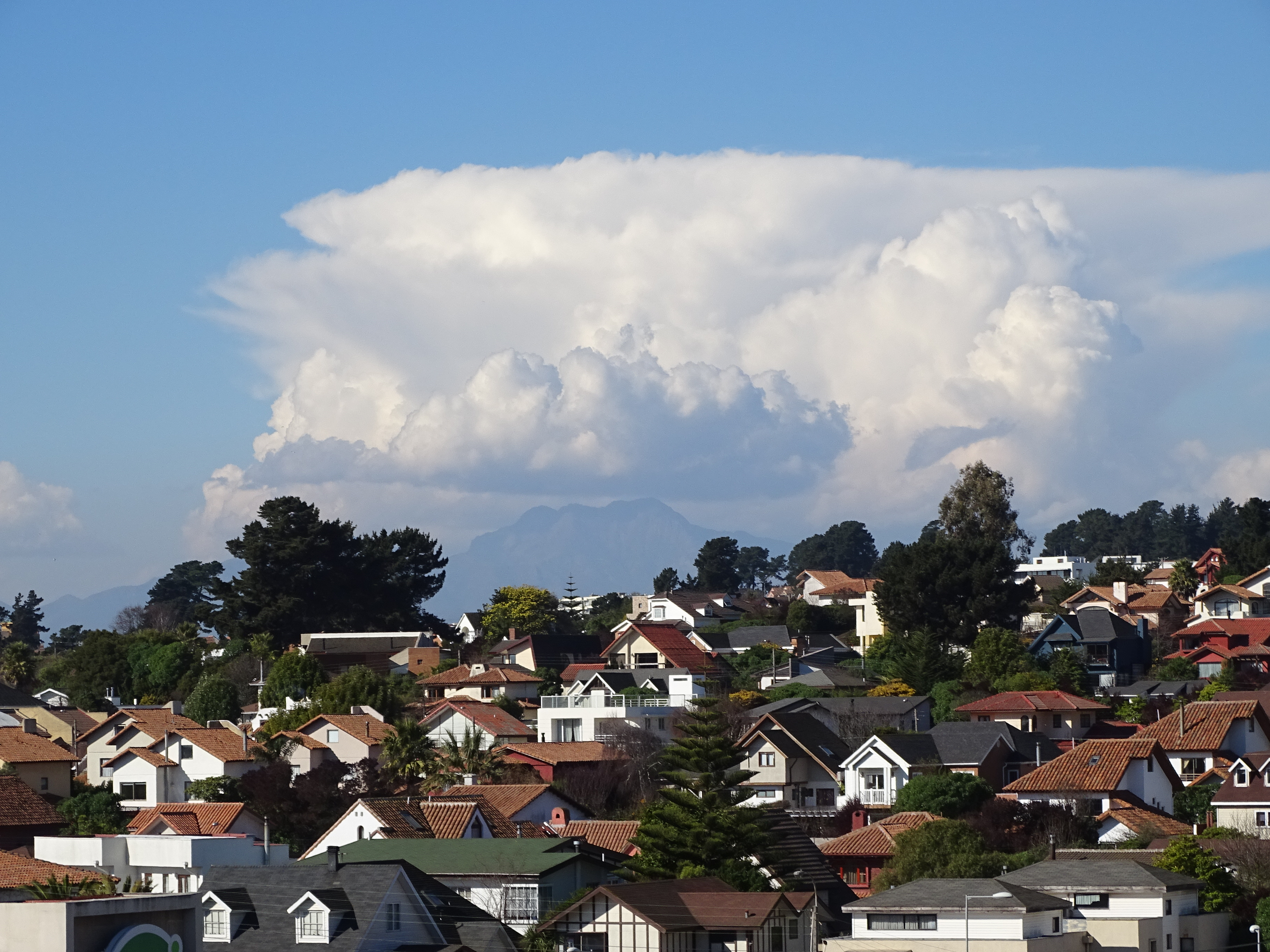
El barrio Montemar, sector residencial de clase alta, formada a partir de 1990. Concón triplicó su población en los últimos 30 años con la llegada de nuevos residentes a la ciudad.

La primera elección municipal en largas décadas fue efectuada en 1996, y triunfó en las elecciones el candidato independiente fuera de pacto, y expresidente de la Corporación de Desarrollo de Concón, Oscar Sumonte González. La municipalidad entró en funciones el 10 de enero de 1997, asumiendo el desafío de organizar el municipio y llevar a la nueva comuna hacia un desarrollo armónico sostenido con diversas actividades sociales, culturales, productivas, viales, económicas y de servicio turístico.
Así, se lograron hechos importantes como la pavimentación total de toda la mancha urbana en un período de 10 años; la instalación de centros comerciales, bancos y supermercados; la construcción de importantes obras viales como el nuevo Camino Internacional, la nueva Rotonda y la vía PIV; la erradicación total de campamentos sociales, y la construcción de diversos proyectos sociales y viales hacia el sector rural de Colmo, Independencia y Lajarilla. Entre otros hechos, se ha caracterizado la llegada desde 1990 de nuevos habitantes a la ciudad, en su gran mayoría vecinos del sector oriente de Santiago y otras ciudades para segunda vivienda o residencia permanente, conformado los barrios de Montemar y Costa de Montemar en la actualidad. Con ello, Concón triplicó su población residencial en los últimos 30 años.
Concón, además. ha entrado en la categoría de las comunas con mejor Índice de Calidad de Vida Urbana (ICVU), estudio realizado por la Pontificia Universidad Católica y la Cámara Chilena de la Construcción, y que ponderó tanto en 2011 como en 2020 a Concón en 7.º puesto entre las ciudades mejor evaluadas a nivel nacional, superando incluso a otras más grandes como su vecina Viña del Mar.

## Cronología
- 300 a.C.: La cultura Bato se establece como el primer grupo nómada habitante en Concón.
- 900: La cultura Aconcagua reemplaza al grupo Bato y se instala como grupo indígena permanente en Concón hasta la invasión inca.
- 1471: El Tahuantinsuyo inca conquista la zona central de Chile, convirtiéndose en el Wamani de Chile, incluyéndose Concón dentro de su territorio. A partir de ella, somete a la cultura Aconcagua a su dominio.
- 1536: Entrada de los conquistadores españoles a la zona central de Chile. Diego de Almagro recorre el Camino del Inca desde Quillota a Valparaíso con paso en la zona alta de Concón junto al cerro Torquemada.
- 1541: En agosto de ese año, Pedro de Valdivia descubre la bahía de Concón, ordenando la construcción del primer astillero de Chile. En plenas faenas, es atacada por una rebelión mapuche liderados por Tanjalonco y Chigaimanga, destruyendo el improvisado astillero.
- 1554: El Cabildo de Santiago ordena la construcción de un barco en la pequeña caleta y puerto de Concón, navío que debía llevar la noticia al Perú de la muerte de Valdivia.
- 1556: El 8 de diciembre, Antonio Núñez de Fonseca compra las tierras de Concón y la desembocadura del río Aconcagua al cacique Conicare, formándose la Hacienda de Concón.[30]
- 1611: El 11 de diciembre, La Real Audiencia de Santiago autoriza por primera vez de forma legal la pesca artesanal en Concón. Sería revertida el fallo en 1618.[11]
- 1615: El 11 de junio, Joris van Spilbergen intenta asaltar el buque comercial San Agustín en plena caleta de Concón, siendo frustrado su intento.
- 1689: El gobernador colonial José de Garro autoriza la pesca artesanal en Concón, pero es revertida nuevamente en 1692.
- 1759: Después de pasar por diversos propietarios, el corregidor español-peruano Francisco Cortés Cartavio compra la Hacienda de Concón, dando inicio a la propiedad por parte de la familia Cortés.[31]
- 1762: Se constituye el Gremio de Pescadores de Concón, primera organización social local en la historia.[32]
- 1791: El 5 de abril, el gobernador Ambrosio O'Higgins aprueba la fundación de un pueblo de pescadores de Concón, dándose a conocer la noticia a los pescadores locales el 18 de agosto de 1793.[33] Sin embargo, sería revertida el fallo a favor de los estancieros en octubre del mismo año.
- 1822: El 19 de noviembre, un terremoto de magnitud 8,5° Richter sacude las costas de Valparaíso, destruyendo entre los afectados el molino harinero del industrial inglés John Miers.[13]
- 1830: El 27 de abril, en medio del naufragio del barco inglés Rodas, frente a las costas de Santa Catalina de Brasil, fallece la heredera de la Hacienda de Concón Antonia Cortés García, junto a sus hijas Mercedes y Cándida. Su esposo, el general español Rafael Maroto Isern, decide volver a Chile en 1846 para asumir en su ausencia.

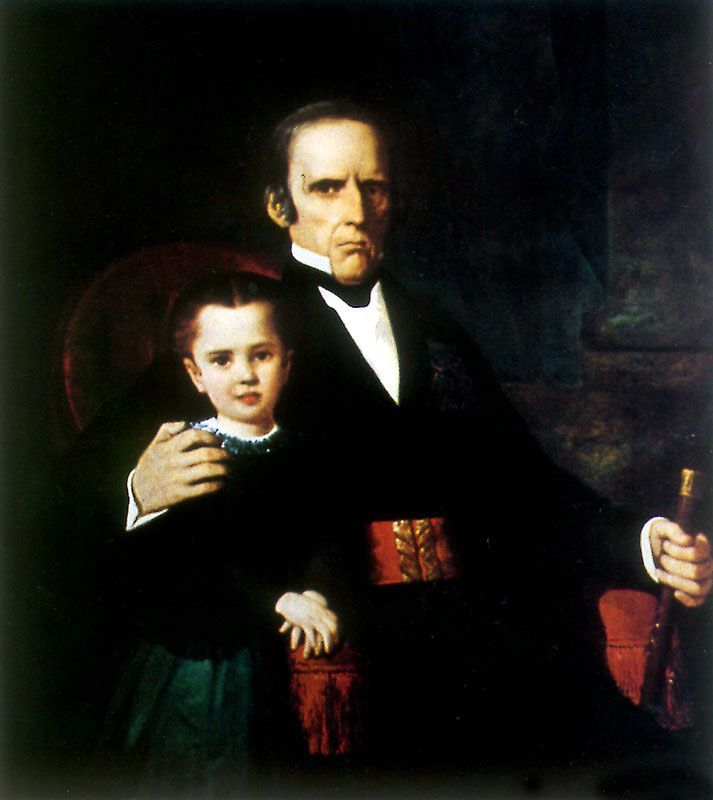
Rafael Maroto, general realista español durante la Guerra de la Independencia Chilena. Vivió sus últimos años de vida en Concón.

- 1850: El 22 de noviembre, mediante escritura pública ante notario, la Hacienda de Concón es bifurcada en los fundos Concón Bajo y Concón Alto, siendo estos heredados a sus hijos Margarita y Víctor Maroto respectivamente. El fundo Concón Bajo sería administrado por el parlamentario José Luis Borgoño Vergara, esposo de Margarita.
- 1862: A la muerte de Víctor Maroto, el Concón Alto es bifurcado en el fundo homónimo y el fundo San Víctor. El primero fue heredado a su hermano menor Rafael, siendo vendido en 1867 a Juan Esteban Rojas Salamanca. El segundo fue heredado a su hijo Rafael Maroto Hurtado, para luego ser vendido en 1889.
- 1851: Se crea la Compañía del Ferrocarril de Santiago a Valparaíso (CFSV), y en 1852 se inicia la construcción del ferrocarril interprovincial con estación en Concón. Sería abandonado en 1855, tanto por conflicto natural del Campo Dunar como por presión del empresario Josué Waddington Blanchard.
- 1890: El 18 de agosto, Margarita Maroto Cortés vende el fundo Concón Bajo a su hijo José Luis Borgoño Maroto, siendo ratificado al año siguiente mediante escritura pública. Da inicio a la propiedad de la familia Borgoño en Concón y sus sucesiones posteriores.
- 1891: El 21 de agosto se libra la Batalla de Concón, penúltimo enfrentamiento dentro de la Guerra Civil de 1891 entre Balmacedistas y Congresistas. La contienda terminó con triunfo del bando del Congreso Nacional.
- 1892: El 8 de mayo es inaugurado el primer monolito en memoria de los caídos de la Batalla de Concón, construida a petición de Victoria Subercaseaux Vicuña, propietaria de la hacienda de Santa Rosa de Colmo. Una nueva versión fue reinaugurada en agosto de 1991 en el sector de Independencia, cerca del límite comunal.
- 1895: Es aprobado el plano de loteo de la Población Concón, encargado al ingeniero inglés Rogelio Tolson Fleming. Es considerada la fecha del inicio del poblamiento urbano de la ciudad.[16]
- 1899: El 30 de mayo, por Decreto N.º 2.150, es creada la primera comuna de Concón, siendo firmado por el presidente liberal Federico Errázuriz Echaurren.
- 1900: El 4 de noviembre es inaugurado el cementerio parroquial, en el sector de Lajarilla. En este camposanto serían sepultados los caídos en la Batalla de Concón[16].
- 1911: El 13 de noviembre, por decreto alcaldicio, es aprobado los primeros límites comunales. Constituyeron hoy al Concón Viejo y el borde costero desde playa Amarilla hasta la playa Los Lilenes.
- 1917: El 23 de septiembre es efectuado el “Polvorazo”, detonándose la última quebrada faltante para la apertura el Camino Costero Concón-Viña del Mar. El suceso ocurrió en la actual Roca Oceánica.
- 1927: El 17 de octubre, por Decreto N.º 6.890, es eliminada la primera comuna de Concón, siendo anexada a la comuna de Viña del Mar hasta 1995. Su último alcalde fue el liberal Scipión Borgoño Barros.
- 1930: El 31 de diciembre es reinaugurado el Camino Costero Concón-Viña del Mar tras la construcción de muros de contención y un nuevo pavimento.
- 1938: La Sucesión Borgoño decide dividir el fundo Concón Bajo en dos propiedades diferentes: la Sociedad Balneario de Concón, que administra el Concón Viejo y el borde costero, y el resto del fundo es vendido al sueco Carlos Sjögren Bacher. Sjögren fue asesinado accidentalmente en 1945, y su viuda Marguerite Respinger vende el fundo al Estado Chileno a través de Corfo.
- 1945: El 8 de febrero, tras larga espera desde 1900, es inaugurada la parroquia de Nuestra Señora de las Mercedes, el principal templo religioso de la comuna. La parroquia fue concluida dadas las gestiones de Mercedes Aspillaga de Edwards para la construcción del templo. Su primer párroco fue el sacerdote español Daniel López de Arechaga.[31]
- 1955: El 12 de noviembre es inaugurado e iniciada las operaciones de la Refinería de Petróleos de Concón de la estatal Enap. La inauguración contó con la presencia del presidente Carlos Ibáñez del Campo.
- 1972: Mediante el proceso de la Reforma Agraria, los fundos Concón Alto y San Víctor fueron expropiados de sus dueños, convirtiéndose en las cooperativas agrícolas asignatarias de Independencia y La Victoria, respectivamente. Con ello, tanto la Villa Independencia como el sector La Victoria, se establecieron como centros poblados para un nuevo grupo de pobladores en la periferia de la ciudad, de carácter agrícola y parcelaria.
- 1979: En plena dictadura militar el Estado de Chile, a través de la Caja de Previsión de Empleados Particulares, vende el territorio completo del Campo Dunar de Punta Concón a la Constructora Egeco, conformado por los empresarios Edmundo Pérez Zujovic y Francisco Soza Cousiño. Egeco es el antecesor directo de la actual propietaria de las dunas de Concón, la Sociedad Urbanizadora Reñaca-Concón S.A (Reconsa).[34]
- 1989: El 16 de marzo es inaugurado e iniciada las operaciones de la Base Aeronaval Concón, perteneciente a la Armada de Chile luego de ser inaugurado la pista de aterrizaje en la misma base en 1987.[35]
- 1990: el 27 de marzo, mediante el Decreto Supremo N.º 481, el Consejo de Monumentos Nacionales declara Santuario de la Naturaleza a la Roca Oceánica, promontorio rocoso cercano al límite comunal con Viña del Mar.

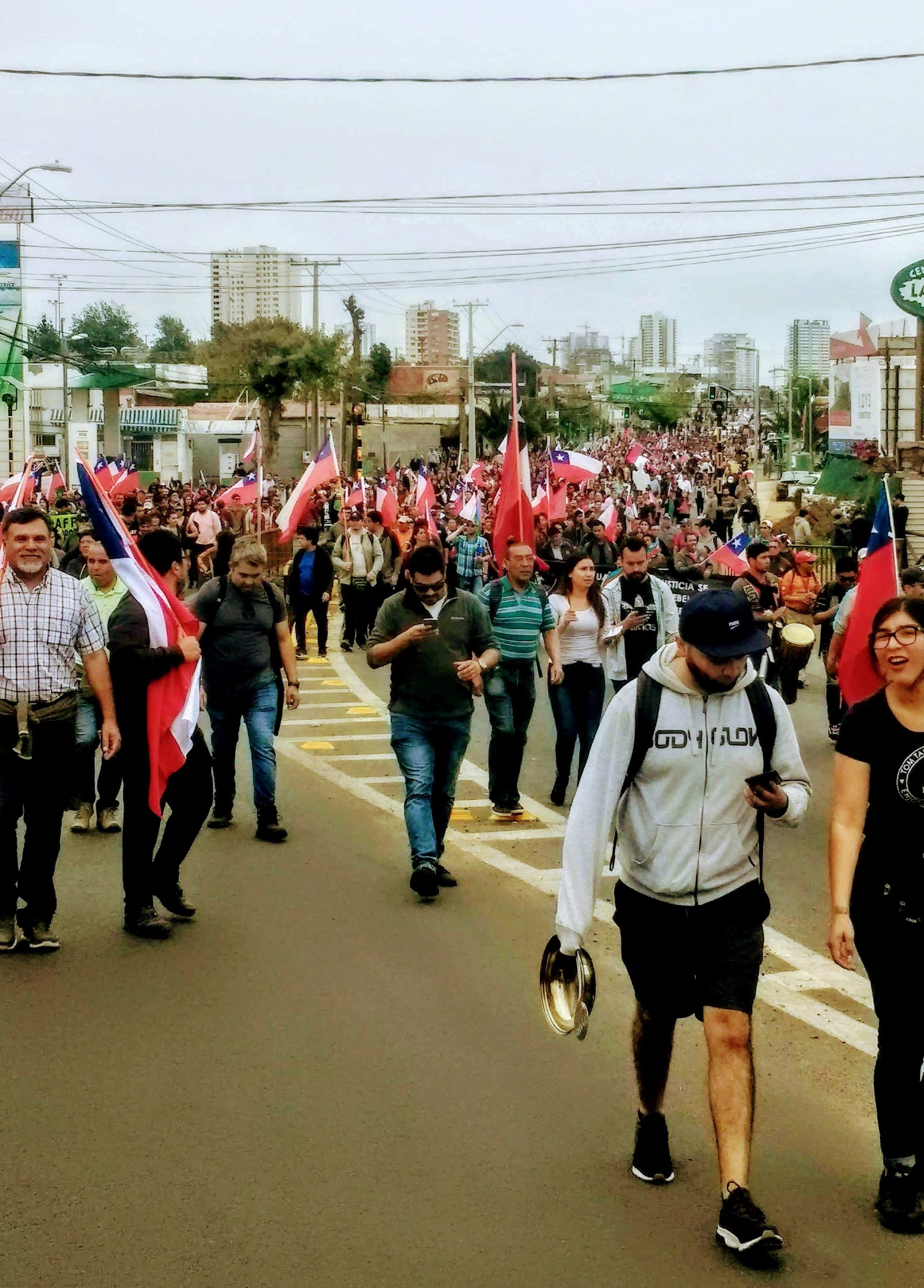
Protestas ciudadanas, en la avenida Concón Reñaca, el 12 de noviembre de 2019 durante el Estallido social.

- 1993: El 5 de agosto, mediante el Decreto Supremo N.º 481, el Ministerio de Educación declara Santuario de la Naturaleza al Campo Dunar de Punta Concón, originalmente de 45 ha. Su protección actual es de 30,1 ha, siendo decretado en 2012.
- 1995: el 28 de diciembre, por Decreto n.° 19.424, es creada la segunda comuna de Concón, siendo firmado por el presidente democristiano Eduardo Frei Ruiz-Tagle.
- 1997: El 10 de enero fue constituida la segunda municipalidad de Concón, siendo su primer alcalde en 70 años el independiente Oscar Sumonte González.
- 2011: Según estudio realizado por la Pontificia Universidad Católica y la Cámara Chilena de la Construcción, Concón es catalogada entre las principales ciudades regionales con mejor Índice de Calidad de Vida Urbana (ICVU).[5]
- 2017: El 17 de mayo, por Decreto Supremo N.º 1.193, entró en vigencia el primer Plan Regulador Comunal propio, derogando así la herencia del Plan Regulador de Viña del Mar de 1980 y los vacíos legales dejados por su vecino comunal.
- 2019: El 12 de noviembre, en medio del estallido social en Chile, Concón convocó la más importante manifestación ciudadana en su historia, recorriendo las principales avenidas de la ciudad, pasando por el Campo Dunar y diversos centros comerciales. La convocatoria fue organizada principalmente por movimientos ciudadanos, empleados municipales y síndicos de la Refinería Enap.
- 2021: El 20 de marzo, producto de la pandemia de COVID-19, la ciudad de Concón entró en confinamiento total, manteniéndose por casi dos meses hasta el 10 de mayo.[36]
- 2023: El 28 de octubre, por vez primera un club local de la ciudad tendrá representación en el fútbol profesional chileno, luego de que su club más antiguo Concón National ascendiera a la Segunda Profesional, la actual tercera división nacional de fútbol, para 2024. Esto luego de ganar de local su partido de ascenso a Deportes Colina por 2-0.

## Demografía
La ciudad posee, según el último censo nacional de 2017, una población de 42 152 habitantes, de los cuales 21 831 son mujeres y 20 321 son hombres. Es la comuna con menos habitantes del Gran Valparaíso, donde gran parte viven en la zona urbana. El porcentaje de variación intercensal entre los censos de 2002 y 2017 fue de un 30,59 %, siendo una de las comunas de la región de Valparaíso que más creció en los últimos 15 años.

### Distribución de la Población
| Últimos Censos Nacionales en Concón |       |        |        |        |        |
|                                     | 1970  | 1982   | 1992   | 2002   | 2017   |
| Total                               | 8.372 | 13.574 | 18.739 | 32.276 | 42.152 |
| %                                   | -     | 62,13  | 3,80   | 72,23  | 30,59  |

Actualmente la conformación territorial de la zona urbana de Concón se concentra en la meseta costera, entre las cuencas del Río Aconcagua y el estero Reñaca, donde reside la gran mayoría del sector residencial, además de los servicios y actividades comerciales, tanto en el borde costero como en la zona alta de cerros.
En cuanto a la zona residencial urbana, esta concentra el 85 % de la población en la misma meseta costera, donde residen estratos sociales medios-bajos, medios, y altos. El 15 % restante, que representa a una nueva zona residencial rural, habitacional y agrícola desde finales de los años 1990, se ubica en plena cuenca del Estero Limache, destacándose parcelaciones habitacionales como Villa Independencia y Altos de Concón, entre otras comunidades.
El Plan Regional Metropolitano de Valparaíso (PREMVAL) de 2012 y el Plan Regulador Comunal de 2017 establecen una nueva extensión urbana hacia la zona interior del barrio Montemar (limitando con Viña del Mar), y hacia el sector de Independencia y Lajarilla en plena zona de llanura aluvial.

## Geografía

### Localización
La ciudad y comuna de Concón limita al norte con la comuna de Quintero, al noreste y al este con la comuna de Limache, al sureste con la comuna de Quilpué, al sur con la comuna de Viña del Mar y al oeste con el Océano Pacífico. Se ubica en el litoral central de Chile Continental, abarcando una superficie de 76 km², siendo el territorio más pequeño del Gran Valparaíso. Concón se establece en tres zonas diferentes: el Concón Urbano, la zona industrial y el sector rural de Independencia. 
| Noroeste: Océano Pacífico | Norte: Quintero   | Nordeste: Limache |
| Oeste: Océano Pacífico    |                   | Este: Limache     |
| Suroeste: Océano Pacífico | Sur: Viña del Mar | Sureste: Quilpué  |

El Concón Urbano es donde reside el 93,5 % de la población total de la comuna; donde se encuentra ubicada la sede del municipio local, además de la gran mayoría de los servicios, bienes de consumo y principales accesos viales. Solo un 6,5 % de la población actual reside en la zona rural de Independencia, Lajarilla y Torquemada, donde se encuentran comunidades residenciales parceladas e industrias pequeñas. Entremedio de estos dos sectores se encuentra la zona industrial pesada, donde reside principalmente la refinería de petróleos Enap, el parque industrial Concón y abarca el aparato industrial, además de su cercanía al Aeropuerto Torquemada de la Armada, el principal puerto aéreo regional.
El municipio, desde su reinstalación en 1997, ha establecido 14 unidades vecinales: 13 en la zona urbana y una en la zona rural. Lo destacado son las diferencias socioeconómicas entre dos polos opuestos en la zona urbana: el Concón tradicional y el barrio Montemar, donde existen contrastes de urbanización, paisajismo y realidades socioculturales.
Con lo anterior, se establecen sectores como el Concón Viejo, el casco histórico de la ciudad, además de balnearios poblacionales, poblaciones obreras y sociales, y barrios acomodados como Montemar y Costa de Montemar desde los años 1990. Punto aparte es el sector rural de Independencia, donde se ha conformado una nueva camada de nuevos pobladores en la periferia de la ciudad, caracterizados por la construcción de parcelas y poblaciones agrícolas.

### Geomorfología
Concón se emplaza sobre un relieve de topografía irregular, en que se identifican tres unidades geomorfológicas:
- Cordillera de la Costa: compuesta de lomajes con pendientes fuertes, destacando la línea de cumbres entre los cerros Torquemada y El Buitre.
- Quebradas: Se componen de tres quebradas importantes: la quebrada del estero Limache, desde el Embalse Los Aromos y la quebrada Lajarilla desde el cerro Torquemada, ambas descendiendo con dirección al río Aconcagua; y la quebrada Las Petras, de un ancho de amplitud y extensión menor ubicado en la zona urbana. Existen, además, la presencia de acantilados, principalmente en la zona del Campo Dunar.
- Planicie Marina: Se destaca en forma considerable a las playas litorales como principal paisaje litoral, donde se emplaza el sector urbano, además de acantilados y dunas. Estas últimas se componen de un sedimento fino y seco, derivado de rocas graníticas asociadas al batolito costero.

### Clima
Según la clasificación de Köppen, el territorio conconino se encuentra en la categoría clima mediterráneo de lluvia invernal (Csb) y clima mediterráneo de lluvia invernal e influencia costera (Csb (i)), estación seca prolongada y gran nubosidad, el cual se presenta en toda la costa de la región, incluso hacia el interior, a través de los valles. Posee por ello, un clima mediterráneo costero con influencia de la fría Corriente de Humboldt.

Presenta débiles oscilaciones térmicas diarias y anuales, además de poseer altos valores de humedad relativa y precipitaciones. La temperatura media de la comuna es de 14 °C y una humedad relativa del 80 %. Julio es el mes más lluvioso, con 107 mm, y con precipitaciones anuales de 380 mm entre otoño e invierno.
| Parámetros climáticos promedio de Concón | Parámetros climáticos promedio de Concón | Parámetros climáticos promedio de Concón | Parámetros climáticos promedio de Concón | Parámetros climáticos promedio de Concón | Parámetros climáticos promedio de Concón | Parámetros climáticos promedio de Concón | Parámetros climáticos promedio de Concón | Parámetros climáticos promedio de Concón | Parámetros climáticos promedio de Concón | Parámetros climáticos promedio de Concón | Parámetros climáticos promedio de Concón | Parámetros climáticos promedio de Concón | Parámetros climáticos promedio de Concón |
| Mes                                      | Ene.                                     | Feb.                                     | Mar.                                     | Abr.                                     | May.                                     | Jun.                                     | Jul.                                     | Ago.                                     | Sep.                                     | Oct.                                     | Nov.                                     | Dic.                                     | Anual                                    |
| ---------------------------------------- | ---------------------------------------- | ---------------------------------------- | ---------------------------------------- | ---------------------------------------- | ---------------------------------------- | ---------------------------------------- | ---------------------------------------- | ---------------------------------------- | ---------------------------------------- | ---------------------------------------- | ---------------------------------------- | ---------------------------------------- | ---------------------------------------- |
| Temp. máx. media (°C)                    | 21                                       | 20                                       | 20                                       | 18                                       | 16                                       | 14                                       | 14                                       | 15                                       | 16                                       | 17                                       | 19                                       | 20                                       | 18                                       |
| Temp. mín. media (°C)                    | 13                                       | 13                                       | 12                                       | 11                                       | 10                                       | 8                                        | 8                                        | 8                                        | 9                                        | 10                                       | 11                                       | 12                                       | 10                                       |
| Precipitación total (mm)                 | 5                                        | 4                                        | 14                                       | 30                                       | 50                                       | 100                                      | 107                                      | 75                                       | 40                                       | 25                                       | 20                                       | 10                                       | 480                                      |
| Fuente: MSN 2015                         |                                          |                                          |                                          |                                          |                                          |                                          |                                          |                                          |                                          |                                          |                                          |                                          |                                          |

En cuanto a temperaturas, su frecuencia es templada a aire fresco, con excepcionales de olas de calor producto de incendios forestales. En verano, la mínima oscila entre los 12 °C y 16 °C, mientras que las máximas oscilan entre los 20 °C y 24 °C, muy raras veces la temperatura excede los 28 °C. En invierno, en cambio, las temperaturas mínimas varían entre los 6 °C y 10 °C, mientras que las máximas varían entre los 11 °C y 15 °C siendo muy raras veces vistas temperaturas por debajo de los 5 °C.

### Hidrología
Esta además se halla entre las cuencas hidrográficas de Costeras entre el río Aconcagua y río Maipo y río Aconcagua. Se encuentra en la desembocadura de la cuenca del río Aconcagua, siendo éste el último tramo de curso de agua que llega al mar Pacífico. Su tramo viene dirigido desde Calera y Quillota, cruzando los cordones divisorios de los cerros Mauco y Torquemada, y que enlaza sus cursos con los esteros Limache y Lajarilla.
En Concón, además, se encuentra la bahía homónima, con una rada que se prolonga desde la Caleta San Pedro, pasando por Mantagua y Ritoque, hasta al cerro Centinela en Quintero. Una bahía más pequeña abarca la zona contigua a la Caleta Higuerillas y a las playas Bahamas y Negra.

## Medio ambiente

Trazado simplificado de los ecosistemas y cuerpos de agua presentes en la comuna de Concón.

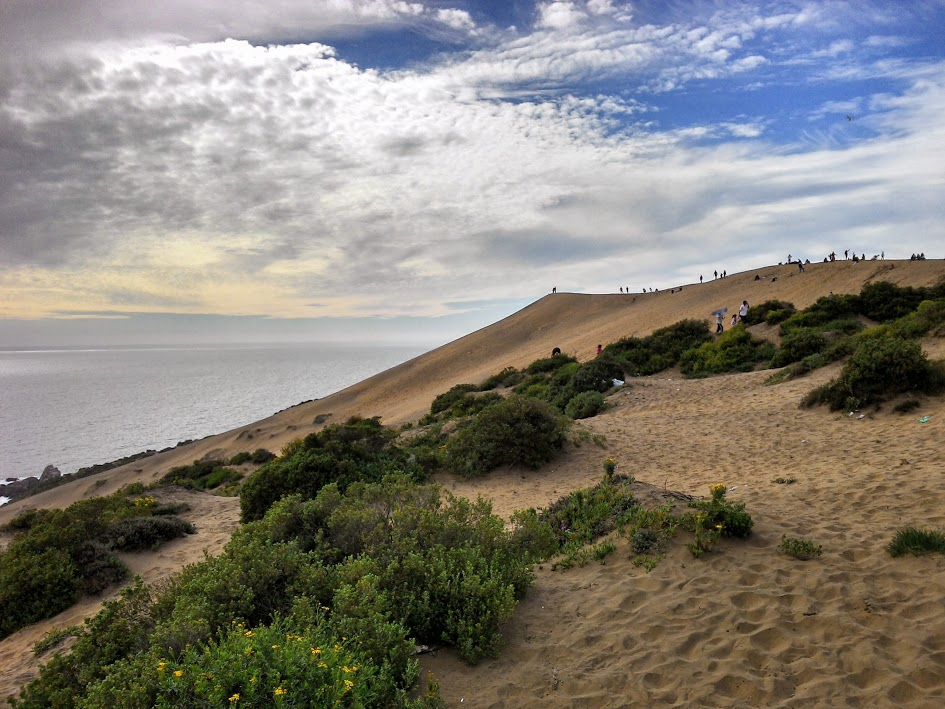
El Campo Dunar de Punta Concón, una de las áreas verdes más grandes e importantes de Concón y del Gran Valparaíso en Biodiversidad.

### Componentes bióticos
Dentro del territorio de la comuna se pueden hallar los siguientes ecosistemas:
- Bosque esclerófilo mediterráneo costero donde predominan Lithrea caustica y Cryptocarya alba (Casi amenazado)
- Matorral arborescente esclerófilo mediterráneo costero donde predominan Peumus boldus y Schinus latifolius (Preocupación menor)

### Flora y fauna
La vegetación de Concón se encuentra ubicada en la Región fitogeográfica del Matorral y del Bosque Esclerófilo, y en la Subregión del Bosque Esclerófilo, con un claro dominio de la formación del Bosque Esclerófilo Costero. En ella se encuentra bastante presencia de vegetación nativa de importancia comunal como las docas, generalmente encontradas en el Campo Dunar y otras zonas del Concón Urbano. Otra especie como la Palma Chilena, con solo dos presencias autóctonas, es catalogada de Vulnerable a la Extinción según el Libro Rojo de la Flora Silvestre de Chile.
En cuanto a fauna, en la zona urbana aún se presentan hábitats en los acantilados rocosos y los estuarios o zona húmeda litoral, aptos para acoger algunas especies de fauna nativa. En el Humedal del Aconcagua, en el sector de La Isla, se encuentran aun especies de Piquero, Pelicano, Garza cuca, Gaviota, Churrete, Trile, Pidén y Tagua, entre otras. En cambio, en el Campo Dunar se avistan aves marinas migratorias como chorlos y playeritos, y en roqueríos costeros tanto lobos marinos y como pingüinos de Humboldt se establecen como sitios de descanso.

### Medidas de protección ambiental y conflictos socioambientales

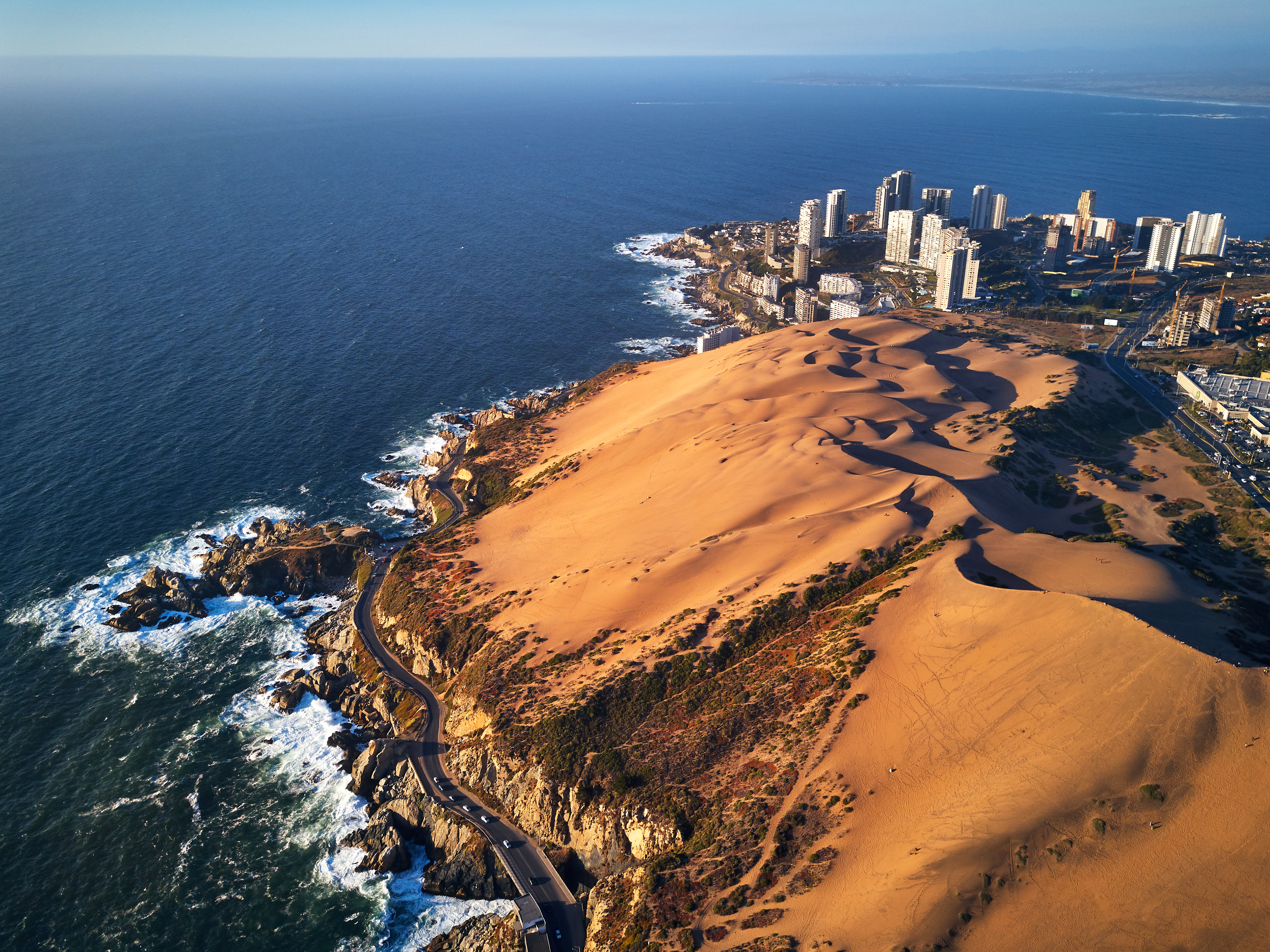
El Campo Dunar de Concón, apegado a diversas torres de departamentos en Costa de Montemar, al norte. La presión propia de la expansión inmobiliaria a puesto en serio peligro la existencia de este santuario natural único, lo que ha gatillado serios conflictos judiciales sin resolver el problema de fondo: su protección total.

Concón, pese a su alto índice de calidad de vida urbana, es catalogada como una ciudad tendiente a problemas medioambientales, sucedidos por los diversos proyectos perjudiciales a nivel de fauna en zonas costeras como a nivel industrial y ambiental.
Entre los hechos sucedidos en los últimos años es la irrupción invasiva de grandes inmobiliarias que han perjudicado enormemente el relieve natural de Concón, y en mayor medida afectada al Campo Dunar de Punta Concón, santuario de la naturaleza decretada en 1993, con un área de protección actual de 30,1 ha y su área restante de 22,9 ha como área verde, según el Plan Regulador Comunal propio. Pese a ello, la presión inmobiliaria ejercida políticamente ha permitido construcciones polémicas como el Hotel Punta Piqueros en plena costa de roqueríos, o la construcción de torres de departamentos en las mismas arenas de duna, presión ejercida por la Inmobiliaria Reconsa, dueña de gran parte del Campo Dunar desde 1979 en plena dictadura militar. Diversas organizaciones sociales y ambientalistas han exigido cambios radicales para intentar expropiar los terrenos del Campo Dunar para su protección definitiva en ayuda de la flora y fauna nativa.
Otro hecho relevante es la Refinería Enap y su ostensible contaminación acústica y respiratoria, producto de los distintos gases químicos que han perjudicado a las zonas periféricas poblacionales cercanas a la industria. Esto se suma al proyecto aun en curso de la estatal petrolera de la construcción de una termoeléctrica dentro de su propiedad, usando recursos hídricos para su abastecimiento desde los cursos del río Aconcagua. Punto aparte es el hecho de que Concón se encuentra dentro de la Zona Saturada de Contaminación Ambiental junto a las comunas de Quintero y Puchuncaví, situación que ha sido vista con preocupación por diversas autoridades nacionales, y del Instituto Noruego de Investigación del Aire (NILU) para sus soluciones futuras. Debido a lo anterior, Enap en 2019 finalmente abortó el proyecto de termoeléctrica en su planta, priorizando su enfoque principal en reducir el impacto ambiental en la ciudad y comunas vecinas.
Hasta 2022, la comuna de Concón cuenta con las siguientes zonas que cuentan con algún nivel de protección ambiental:
- Campos dunares (Sitios ERB)[54]
- Estero Limache (Sitios ERB)[55]
- Estuario Río Aconcagua (Sitios ERB)[56]

## Política y Administración

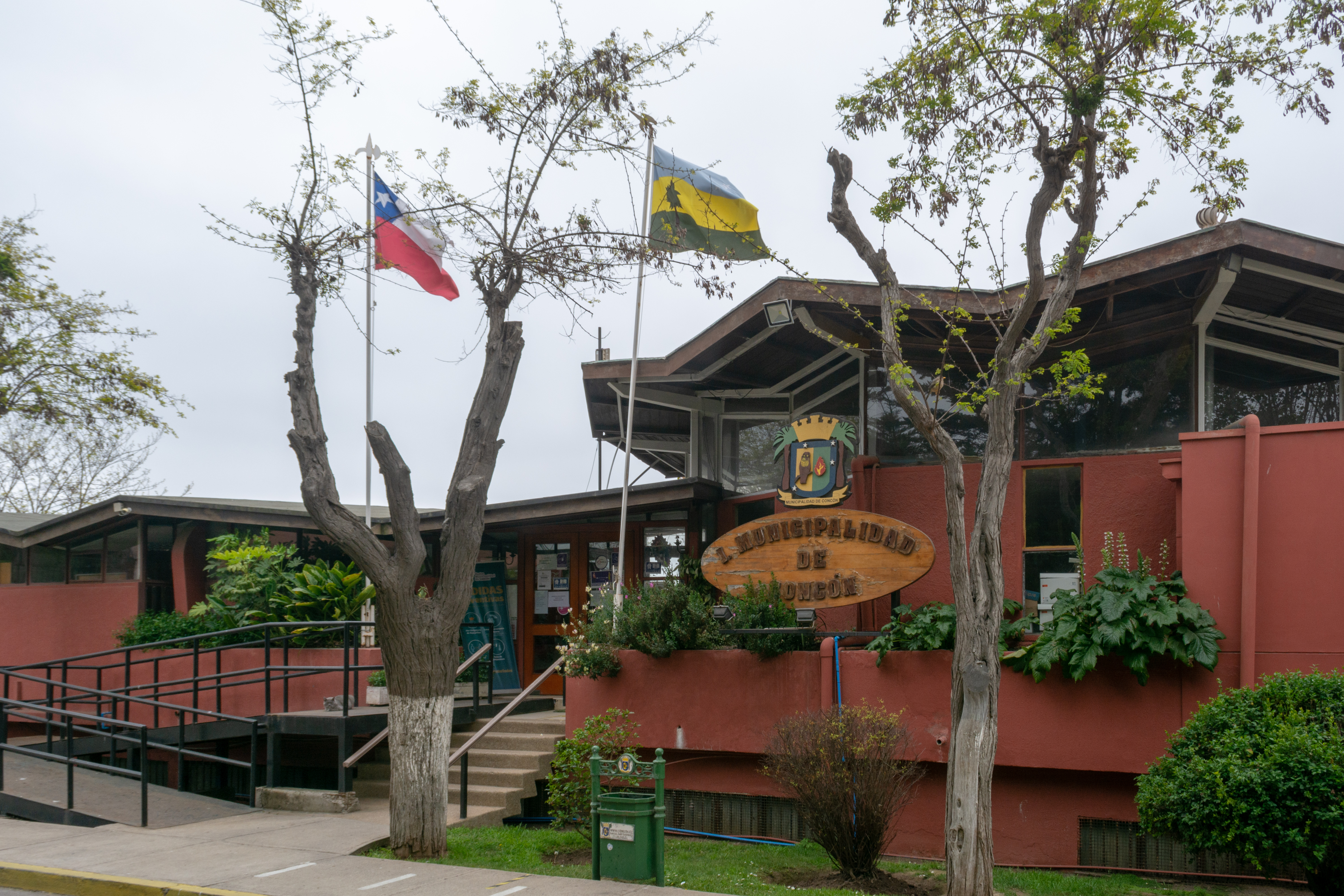
Edificio consistorial de Concón.

La actual comuna de Concón, la segunda en su historia local y política, fue creada mediante Ley N.º 19.424 del jueves 14 de diciembre de 1995 y entró en vigencia el jueves 28 de diciembre del mismo año, separándose administrativamente de Viña del Mar. La municipalidad local fue restituida, después de casi 70 años, el 10 de enero de 1997, siendo su primer alcalde el independiente Oscar Sumonte González.

### Municipalidad
La Ilustre Municipalidad de Concón es dirigida desde 2021 por el alcalde Freddy Ramírez Villalobos (Independiente). En tanto, el Concejo municipal para el período 2024-2028, cuya función es fiscalizadora, normativa y resolutiva, está conformado por:
- Ricardo Urenda Herencia (Ind./Evópoli)
- Paulina Zúñiga Guevara (REP)
- María José Aguirre Neuenschwander (Ind./Evópoli)
- Jorge Valdovinos Gómez (Ind./RN)
- Alberto Fernández López (PR)
- Elda Arteaga Breiding (DC)

### Representación Parlamentaria
A nivel parlamentario, Viña del Mar pertenece al distrito electoral n.º 7 y a la VI circunscripción senatorial (Región de Valparaíso). Es representada en la Cámara de Diputados y Diputadas del Congreso Nacional por los diputados Tomás Lagomarsino (Ind-PR), Tomás De Rementería Venegas  (Ind-PS), Camila Rojas (COM), Jorge Brito (RD), Luis Cuello (PCCh), Andrés Celis (RN), Hotuiti Teao (ind-EVOP) y Luis Sánchez (PRCh) en el periodo 2022-2026. a su vez que es representada en el Senado de Chile por los senadores Francisco Chahuán (RN), Kenneth Pugh (RN), Ricardo Lagos Weber (PPD), Isabel Allende (PS) y Juan Ignacio Latorre (RD).

## Economía
En 2018, la cantidad de empresas registradas en Concón fue de 1772. El Índice de Complejidad Económica (ECI) en el mismo año fue de 0,74, mientras que las actividades económicas con mayor índice de Ventaja Comparativa Revelada (RCA) fueron Fabricación de Productos de Refinación de Petróleo (358,78), Fabricación de Remolques y Carrocerías para Vehículos Automotores (71,47) y Fabricación de Otros Productos de Caucho (58,58).

### Turismo

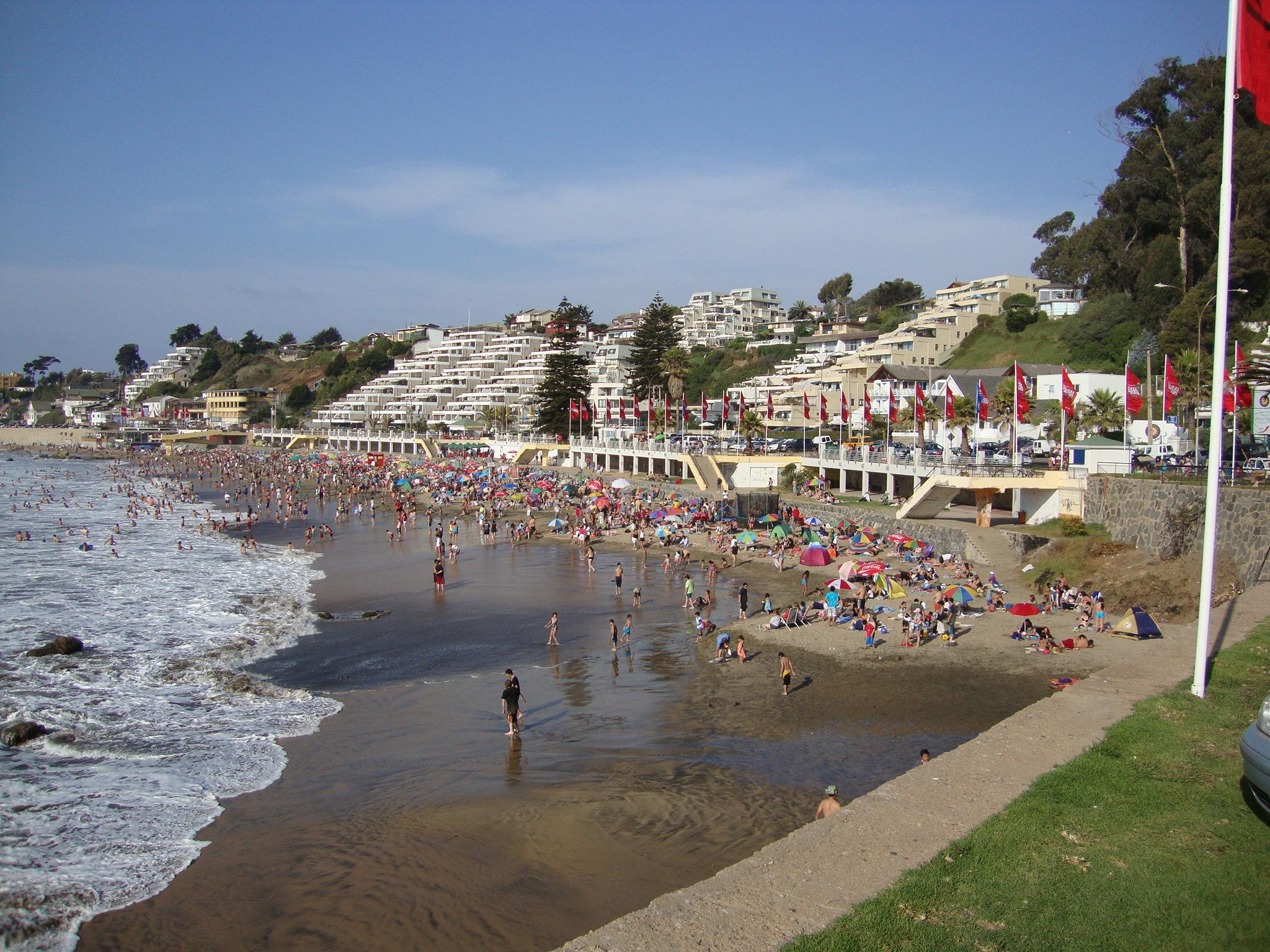
Playa Amarilla, el principal balneario de la ciudad en época estival.

#### Principales Sitios Turísticos
Los principales balnearios de la ciudad son la playa Amarilla y la playa la Boca, muy concurridas en época estival. Otras en menor medida se encuentran las playas Los Lilenes y Negra. Entre Cochoa y la Desembocadura del Río Aconcagua, por el camino costero que une Concón con su vecina Reñaca, se crea una hermosa costanera, muy apta para paseos en bicicleta, caminatas, y realización de deportes aeróbicos como el Jogging y Escalada.
El principal atractivo turístico y paisajístico es el Campo Dunar de Punta Concón, declarado Santuario de la Naturaleza en 1993, y punto de concentración para la recreación con vista al mar, tomando muchísima consciencia de su cuidado en cuanto a la limpieza del lugar y su protección natural de posibles daños irreparables. Otros lugares interesantes, además, destacan la Roca Oceánica, cercana al límite comunal con Viña del Mar, y el parque humedal de la Desembocadura Río Aconcagua, ubicada en el sector La Isla y cercana a la Ruta F30e hacia Quintero, para la visita tanto de su estuario como la flora y fauna nativa.
En cuanto a hotelería, se destacan el Hippocampus Resort & Club en Costa de Montemar, y el Radisson Blu Acqua Hotel & Spa cerca de la playa Amarilla.

### Gastronomía

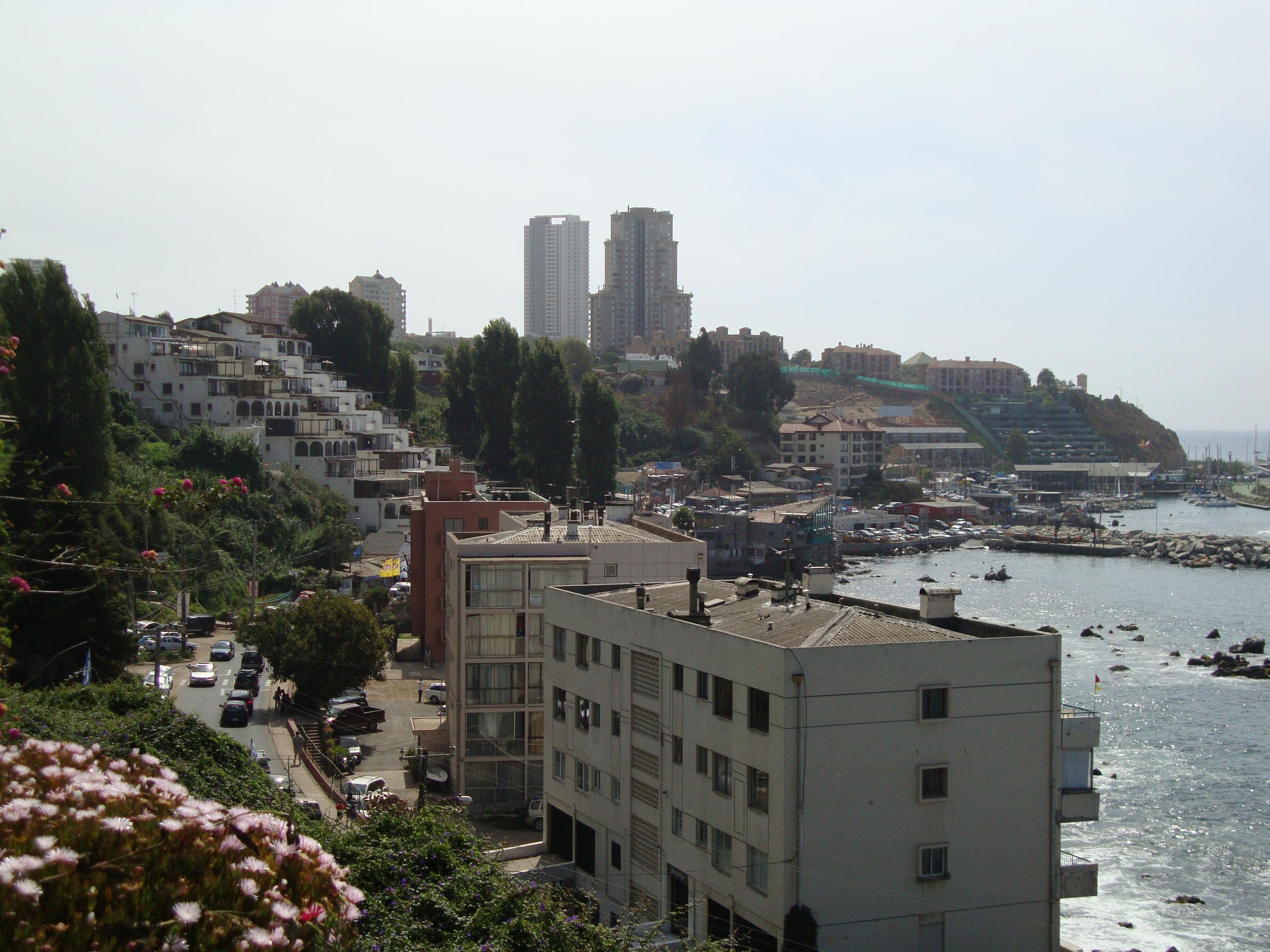
Caleta Higuerillas. La zona se encuentra parte del importante circuito gastronómico y turístico local.

Concón, desde su recuperación como comuna autónoma, ha procurado ser considerada «La capital gastronómica de Chile», contando con una importante cantidad de restaurantes y picadas, la mayoría de estos especializados en la preparación de pescados, mariscos y empanadas.
La mayoría de esta variedad de locales gastronómicos se encuentran emplazadas en la avenida Borgoño, la principal vía costanera de la ciudad, y donde históricamente ha estado vinculado la gastronomía de picadas y el turismo de playas desde la reinauguración del Camino Costero en 1931, y la apertura de playas desde los años 1940.
Destacan entre los más reconocidos los restaurantes Calipso, La Perla del Pacífico, Aquí Jaime y La Picá de Emeterio. Además de mariscos y empanadas, otros locales y cercanas a la comida rápida y comida japonesa se encuentran principalmente en la avenida Concón Reñaca, con bastante concurrencia de gente durante el año.
Concón, además, refuerza su calidad de ciudad gastronómica con la promoción de cursos de educación turística y de cocina para los alumnos del Liceo Politécnico, la realización de la Feria Gastronómica Escolar, y la oportunidad de cursar carreras de cocina nacional e internacional desde la comuna hacia el exterior.

## Cultura
Concón cuenta con diversas actividades culturales y turísticas durante el año. Se toma en cuenta festividades tradicionales y religiosas como eventos masivos en general.
En festividades tradicionales religiosas, con origen histórico en la colonia, se cuenta la fiesta de San Pedro y San Pablo, celebrado por los gremios de pescadores de las caletas San Pedro e Higuerillas durante la semana del 29 de junio, donde se recorre la procesión de los santos patronos de los pescadores por la avenida Borgoño entre ambas caletas. Otra festividad importante es la procesión de la Cruz de Mayo, antigua tradición cultural local retomada en 1997 por el dirigente pescador Fernando Moraga, celebrándola cada 1 de mayo en la ciudad. Su cruz se encuentra ubicada en la escala La Boca con la avenida Maroto, punto tradicional de acercamiento de los pescadores al lugar para bendiciones y rogatorios. En ambos eventos religiosos, va acompañado de bailes religiosos, cofradías y diabladas, ambientando la festividad en el lugar.
En eventos masivos y culturales en general, se realiza anualmente en enero el Festival Nacional «Concón, Un Canto al Mar» desde 2001, originalmente denominada «Festival del Cantar del Hombre de Mar», siendo una fiesta masiva para la visita de artistas nacionales consagrados y para la promoción de nuevos cantantes nacionales, en una temática netamente tradicional con el mar y los pescadores locales. También se destaca en el calendario anual la «Corvina más larga del Mundo», una fiesta gastronómica unida donde cada año se bate un nuevo registro, y donde su último evento llegó al récord de 119 metros de largo en 2020.
Otros eventos destacados se encuentran la fiesta del Pesca’o en la explanada de la Caleta Higuerillas durante el verano; La Romería a los caídos de la Batalla de Concón en el mes de agosto; la competencia «Carretón Concón Abajo» en la avenida Magallanes; y los tradicionales desfiles civiles y escolares de la avenida Maroto de mayo, agosto y septiembre, en celebración del Mes de Mar, el aniversario de Concón, y las fiestas patrias respectivamente. 

## Deportes

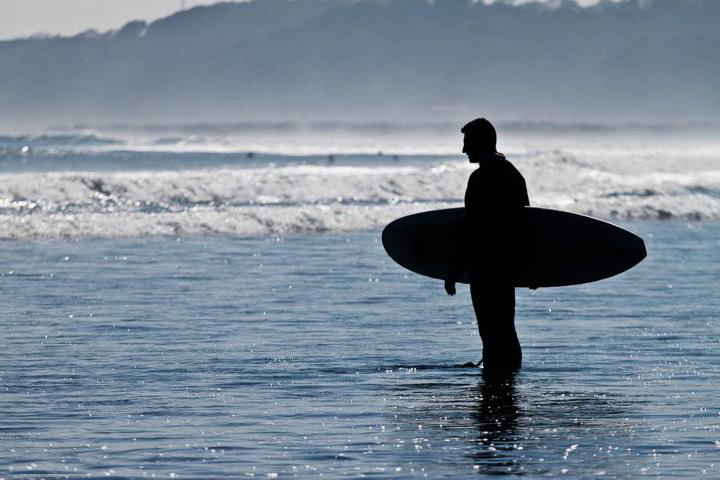
Surf en la playa La Boca, una de las actividades deportivas importantes en la ciudad.

Entre las principales actividades deportivas en Concón se destacan el surf en la playa La Boca, donde existe un numeroso grupo de escuelas de surf para la práctica en plena playa. Hace algunos años se incorporó el SUP, donde los aficionados pueden desarrollar su técnica de remada en el Humedal hasta lograr una buena técnica, mientras que en el Océano Pacífico mezclan las disciplinas, practicando el SUP SURF.
En la costanera, comúnmente se practican deportes como el running entre profesionales y aficionados, además de ciclismo de ruta. Otras disciplinas destacan el kayak, donde se practica en pleno estuario del Río Aconcagua, en el sector de La Isla.

### Fútbol
En fútbol, se destaca la histórica participación de Concón National por los campeonatos nacionales entre 1982 y 2005, teniendo en su palmarés el único título nacional de la institución, consagrándose campeón del torneo de tercera división B de 2001, además de 14 temporadas en Tercera A y 11 temporadas en Tercera B.
Hoy compite en sus categorías juveniles, adulto y sénior de su asociación local junto a otros 9 clubes de la comuna. Desde 2022 volvió a competir por la tercera división B, la actual quinta división del fútbol chileno, después de más de 20 años de ausencia. Ascendió para 2023 a tercera división A, siempre en zona ANFA, para finalmente ascender por vez primera al fútbol profesional en la Segunda Profesional para 2024.

### Recintos Deportivos
La comuna cuenta con diversos recintos deportivos como el estadio atlético municipal, de pasto sintético y pista atlética, ubicado en Lomas de Montemar e inaugurado en 2010; el estadio municipal, el recinto de fútbol más antiguo en pleno centro de la ciudad; el club de tenis y Paddle en el barrio Concón Sur, y el campo deportivo Refinería Concón en los terrenos del antiguo fundo Concón Bajo junto a la Refinería Enap.
En deportes marítimos, se destaca el Club de Yates Higuerillas, fundado en 1955 en el sector de la Caleta Higuerillas para fomentar la formación en la navegación marítima de jóvenes y adultos. Ha sido, en diversas oportunidades, lugar de eventos masivos y deportivos de primera categoría como las competencias de vela durante los Juegos Suramericanos de 2014 en nuestro país.

## Guarnición
| Rama            | Unidades militares |
| --------------- | --- |
| Armada de Chile | - Batallón Infantería de Marina N.º 21 "Miller" - Batallón Infantería de Marina N.º 41 "Hurtado" - Batallón Infantería de Marina N.º 51 "Olave" - Base Aeronaval y Aeropuerto Concón |

## Transporte

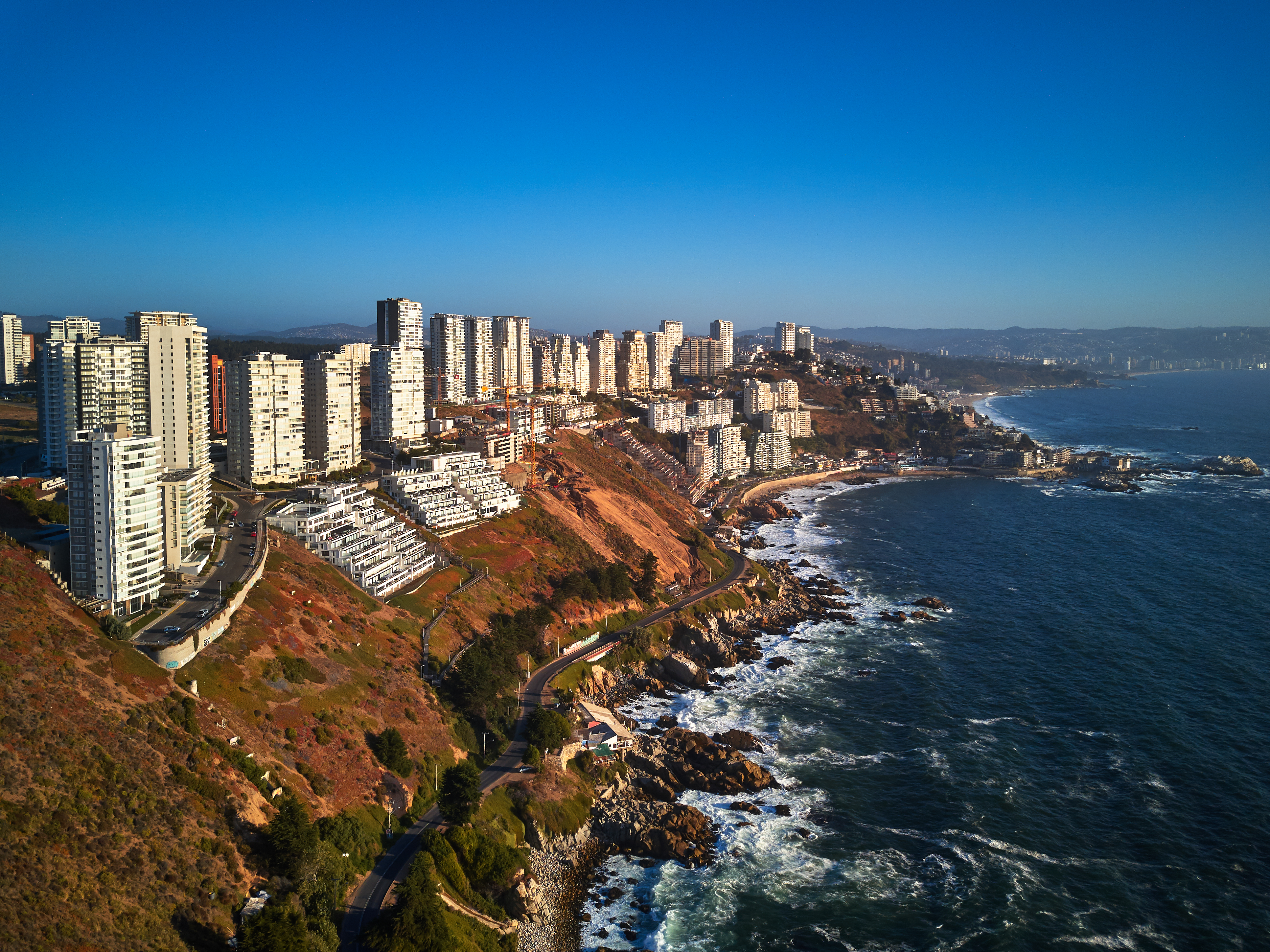
Skyline de Cochoa con vista al Camino Costero hacia Reñaca. Ha sido la principal vía costanera a Concón desde su apertura en 1917.

La ciudad cuenta con líneas de transporte público de locomoción colectiva (Microbuses) del Gran Valparaíso, además de taxis colectivos locales y buses urbanos de acercamiento a otras ciudades satélites como Quintero y Limache.
Su principal entrada es, sin duda, la Rotonda de Concón. Construida a partir de 1981, es el acceso y salida de la comuna a otras ciudades cercanas como Quintero, Quillota y Limache. Fue reabierto en 2020 con un acceso más amplio para autos en horario punta.
Los principales accesos viales a la comuna, y enlazando con otras ciudades vecinas son las siguientes:
- Ruta 64 (ex Ruta CH-60), con acceso a la Base Aeronaval de Concón.
- Ruta F-30-E, que conecta a Concón, Viña del Mar y Quintero, donde parte del transporte público circula por esta ruta pública estatal.
- Avenida Concón-Reñaca, antiguamente llamada Camino del Alto, siendo el principal acceso de transporte público de la comuna a Viña del Mar por la parte alta, además de tráfico de automóviles livianos.
- Avenida Borgoño, antiguamente llamado Camino Costero, siendo la vía costanera turística y residencial, y la alternativa al transporte público a la Ciudad Jardín.

Cuenta además con un aeropuerto, la Base Aeronaval de la Armada de Chile, ubicado en las cimas del cerro Torquemada para transporte aéreo portuario y militar. Se encuentra contemplada desde 2019 en el Plan Nacional de Aeropuertos públicos regionales, donde se espera su remodelación completa para ser habilitada como aeropuerto comercial, tanto para vuelos nacionales como internacionales.

## Medios de comunicación

### Radio
FM
- 88.1 MHz Radio Cooperativa
- 88.7 MHz Radio Raudal (La Calera)
- 88.9 MHz Romance
- 89.5 MHz Radio Portales de Valparaíso
- 89.9 MHz FM Okey
- 90.3 MHz Radioactiva
- 90.7 MHz Romántica FM
- 91.1 MHz Radio Somos
- 91.9 MHz Radio Carnaval Quillota
- 92.1 MHz Radio Infinita
- 92.5 MHz Radio Agricultura
- 93.1 MHz Radio Concierto
- 93.7 MHz Radio Festival
- 94.1 MHz ADN Radio Chile
- 94.5 MHz Radio Bío-Bío
- 94.9 MHz Digital FM
- 95.9 MHz X FM
- 96.7 MHz Pauta FM
- 97.3 MHz Radio Valentín Letelier
- 97.7 MHz FM Okey Quillota
- 98.1 MHz Radio Carnaval
- 98.9 MHz Radio Carolina
- 99.3 MHz Radio Amor (cristiana)
- 99.7 MHz Radio Universidad Técnica Federico Santa María
- 100.1 MHz Radio Punto 7
- 100.5 MHz Radio Amor (Tropical)
- 100.9 MHz Los40
- 101.5 MHz Radio Quillota
- 101.7 MHz Radio Armonía
- 102.1 MHz Radio Beethoven
- 102.3 MHz Radio Azúcar (Quillota/La Calera)
- 102.5 MHz Radio Valparaíso
- 102.9 MHz El Conquistador FM
- 103.5 MHz UCV Radio
- 103.7 MHz Radio Cosmos (La Calera)
- 104.1 MHz Duna FM
- 104.5 MHz FM Dos
- 104.7 MHz Libra FM (Quillota/La Calera)
- 105.1 MHz Radio Congreso
- 105.7 MHz Radio Pudahuel
- 106.3 MHz Radio Manantial (Valparaíso)
- 106.7 MHz Radio Fe (Valparaíso)
- 107.1 MHz Radio Nueva Sabrosita
- 107.3 MHz Radio Crash FM (Viña del Mar)
- 107.5 MHz Radio Caleta Higuerillas
- 107.7 MHz Viña FM
- 107.9 MHz Ritoque FM

AM
- 630 kHz Radio Stella Maris
- 730 kHz Radio Colo Colo
- 800 kHz Radio María Chile
- 840 kHz Radio Portales de Valparaíso
- 900 kHz Radio La Señal
- 940 kHz Radio Valentín Letelier
- 980 kHz Radio Corporación
- 1100 kHz Radio BBN
- 1210 kHz Radio Valparaíso
- 1270 kHz Radio Festival
- 1340 kHz Radio Divina
- 1410 kHz Radio Amor
- 1450 kHz Radio Universidad Técnica Federico Santa María
- 1600 kHz Radio Fe

### Televisión
| Televisión               | Canal     |
| ------------------------ | --------- |
| (TVD) Canal 13 HD        | 24 / 8.1  |
| (TVD) T13 En Vivo        | 24 / 8.2  |
| (TVD) Nuevo Tiempo HD1   | 25 / 25.1 |
| (TVD) Nuevo Tiempo HD2   | 25 / 25.2 |
| (TVD) Radio Nuevo Tiempo | 25 / 25.3 |
| (TVD) Mega HD            | 27 / 5.1  |
| (TVD) Mega 2             | 27 / 5.2  |
| (TVD) La Red HD          | 28 / 2.1  |
| (TVD) La Red 2           | 28 / 2.2  |
| (TVD) TV+ HD             | 29 / 4.1  |
| (TVD) TV MÁS 2           | 29 / 4.2  |
| (TVD) UCV TV             | 29 / 4.3  |
| (TVD) TVN HD             | 33 / 12.1 |
| (TVD) NTV                | 33 / 12.2 |
| (TVD) CHV HD             | 40 / 10.1 |
| (TVD) UChile TV          | 40 / 10.2 |
| (TVD) Bío Bío TV HD      | 46 / 46.1 |
| (VTR) Quintavisión       | 09        |